# Edgar Allan Poe

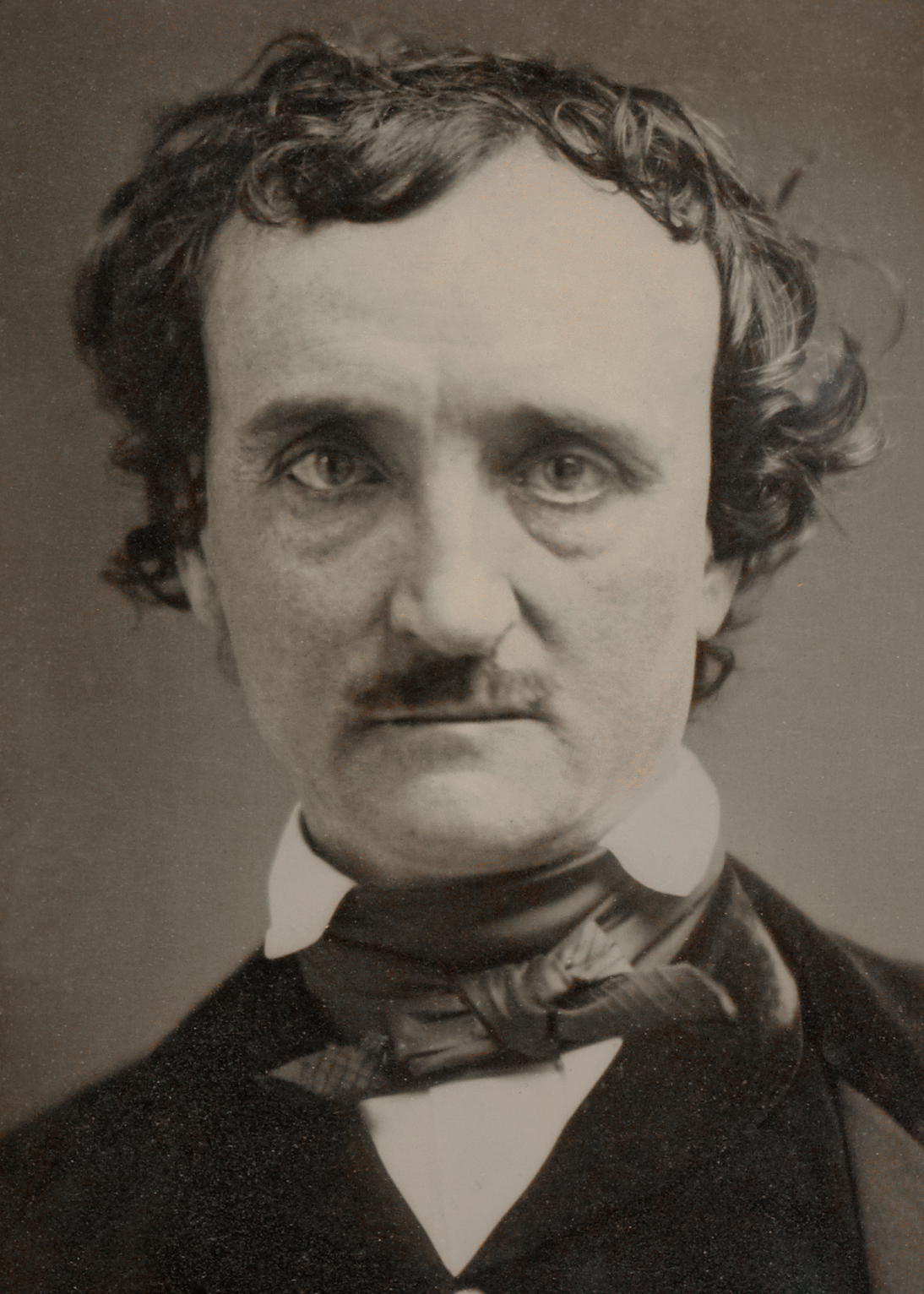
Edgar Allan Poe (1849)

Edgar Allan Poe (* 19. Januar 1809 in Boston, Massachusetts; † 7. Oktober 1849 in Baltimore, Maryland) war ein US-amerikanischer Schriftsteller. Er prägte entscheidend die Gattung der Kurzgeschichte sowie die Genres der Kriminal-, Horror- und Schauerliteratur. Einzelne Erzählungen haben spätere Autoren der Science-Fiction wie Jules Verne beeinflusst. Seine Lyrik, in Europa u. a. von Charles Baudelaire rezipiert, wurde zum Fundament des Symbolismus und damit der modernen Dichtung.

## Leben

### Jugend

Grabstein von Elizabeth Arnold Poe, Mutter von E. A. Poe, St. John’s Church, Richmond, Virginia

Frances Allan

Edgar Allan Poe (geboren als Edgar Poe) wurde als Sohn der in England geborenen Schauspielerin Elizabeth „Eliza“ Arnold Hopkins Poe (* 1787, † 8. Dezember 1811) und des aus Baltimore stammenden Schauspielers David Poe (* 18. Juli 1784, † unbekannt) am 19. Januar 1809 in Boston geboren. Die beiden hatten 1806 geheiratet und spielten mit den Charleston Comedians, einer Gruppe unter Führung von Mr. Edgar. Der Vater verließ die Familie im Jahr von Poes Geburt. Was danach aus ihm wurde, konnte bislang nicht aufgeklärt werden. 1811 starb Poes Mutter in Richmond im Alter von nur 23 Jahren an Tuberkulose.
Während sein zwei Jahre älterer Bruder Henry in die Obhut seines Großvaters David Poe senior kam, blieben der zweijährige Edgar und seine ein Jahr jüngere Schwester Rosalie, nach einer kurzen Zeit in Obhut der Schauspielerfamilie Usher, als Waisen mittellos zurück.
Das Schicksal der als Schauspielerin und Sängerin beliebten Elizabeth Poe erschütterte die Damen der besseren Richmonder Gesellschaft. Die kinderlose Frances Allan überzeugte ihren Mann John Allan, der ein erfolgreicher Kaufmann war, Edgar Poe in die Familie aufzunehmen. Seine Schwester Rosalie wurde von einer anderen Familie in Richmond aufgenommen. John Allans Verhältnis zu dem jungen Poe war zwiespältig: Teils verwöhnte er ihn, teils war er übermäßig streng. Zwar gehörte der Junge zur Familie, wurde jedoch nicht adoptiert und Außenstehenden gegenüber als Mündel bezeichnet. Dennoch nahm Poe den Zweitnamen Allan an. Zwar hatten die Geschäfte der Firma von John Allan und seines Geschäftspartners James Ellis 1812 unter dem Britisch-Amerikanischen Krieg gelitten, entwickelten sich danach jedoch gut. Die Firma beschloss deshalb 1815, ihre Geschäfte in Europa auszubauen, wozu sich John Allan, der ursprünglich aus Schottland stammte, 1815 mit Frau, Schwägerin und Ziehsohn nach Großbritannien begab.
Ab Winter 1815 war Poe Zögling der Old Grammar School im schottischen Irvine, John Allans Heimatstadt. Da die Familie selbst in London lebte und der junge Poe von ihnen nicht getrennt sein wollte, willigte John Allan ein, ihn in England (London) unterrichten zu lassen. 1816 und 1817 besuchte Poe ein Internat in Chelsea und anschließend die Schule des Reverend John Bransby in Stoke Newington nördlich von London. Diese Schule hat in Poes Erzählung William Wilson deutliche Spuren hinterlassen.
Die Wirtschaftskrise von 1819 führte zu einem starken Abschwung der Geschäfte von Allans Firma und beinahe zu seinem Bankrott. John Allan beendete deshalb 1820 seinen Englandaufenthalt und kehrte mit der Familie nach Richmond zurück. Wegen der wirtschaftlichen Verluste und der dadurch angehäuften Schulden lebte die Familie Allan von 1820 bis 1825 in zwar nicht ärmlichen, jedoch vergleichsweise einfachen Verhältnissen. 1825 jedoch starb John Allans Onkel William Galt, einer der reichsten Männer Richmonds, und hinterließ seinem Neffen eine Dreiviertelmillion US-Dollar. Dieser plötzliche Reichtum wiegte den jungen Poe in der Hoffnung, einmal auch seinen Ziehvater John Allan zu beerben. In Richmond genoss Poe weiterhin eine gute Erziehung, zeigte eine hohe Begabung für Sprachen und entwickelte sich zu einem hervorragenden Sportler, insbesondere Schwimmer. Ein Schulkamerad, Thomas Ellis, berichtete:

„Kein Junge hatte größeren Einfluss auf mich als er. Er war in der Tat der Anführer unter den Jungen. Meine Bewunderung für ihn kannte kaum Grenzen […] Er lehrte mich Schießen, Schwimmen und Schlittschuhlaufen. Er rettete mich sogar einmal vor dem Ertrinken – allerdings hatte er mich kopfüber […] hineingestoßen.“

Im Alter von 14 Jahren verliebte sich Poe in Jane Stanard, die 30-jährige Mutter eines Schulfreundes. Einzelheiten über diese – vermutlich – bloße Schwärmerei sind nicht bekannt. Jane Stanard starb ein Jahr später in geistiger Umnachtung, und Poe besuchte wiederholt ihr Grab. Möglich ist, dass er in ihr Ersatz für seine verstorbene leibliche Mutter suchte. 1825/26 entwickelte sich eine Beziehung zwischen Poe und der etwa gleichaltrigen Sarah Elmira Royster. Diese endete jedoch, als Poe die Universität besuchte und Elmiras Vater, der die Beziehung ablehnte, Poes Briefe an sie abfing. Als Poe von der Universität zurückkehrte, war Elmira mit Alexander Shelton verlobt.

### Studium

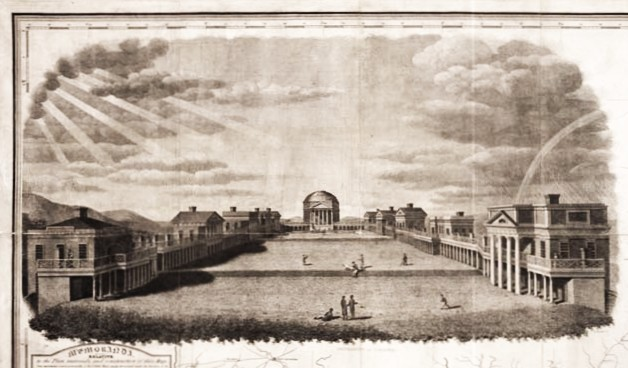
Die University of Virginia als Poe dort studierte, 1826

Im Februar 1826 immatrikulierte sich Poe im Alter von 17 Jahren an der kurz zuvor von Thomas Jefferson gegründeten Universität von Virginia in Charlottesville. Dort studierte er alte und neue Sprachen. Seine Lehrer waren George Long und der Deutsche Georg Blättermann. In dieser Zeit vertiefte Poe sein Französisch, lernte vermutlich auch etwas Italienisch und Spanisch. Seine von ihm später behaupteten Kenntnisse des Griechischen, Lateinischen und Deutschen waren und blieben jedoch äußerst gering.
An der Universität verschuldete sich Poe und er begann zu spielen und zu trinken. Die genauen Hintergründe sind nicht klar. Die Jahresgebühr für das Studium betrug 350 US-Dollar (womit die University of Virginia die teuerste Hochschule des Landes war). Hinzu kamen Kost und Logis, Bücher und Kleidung. Nach nur acht Monaten Studium hatte Poe Schulden von 2000 US-Dollar. Möglicherweise hatte John Allan ihm zu wenig Geld für die Ausbildung zugewiesen – so stellte Poe es dar. Möglich ist aber auch, dass sich Poe in einer Atmosphäre wiederfand, in der Bildung wenig galt, da die meisten anderen Studenten aus reichen Familien kamen, Exzesse die Regel waren – und dass Poe als Außenseiter versuchte, um jeden Preis standesgemäß mitzuhalten, zumal er immer noch darauf hoffen durfte, John Allan einmal zu beerben. Seine Schulden führten aber nur dazu, dass sich die Spannungen zwischen ihm und Allan verschärften. Hinzu kam möglicherweise, dass John Allan bereits einen unehelichen Sohn, Edwin Collier, hatte (um 1829 kamen zwei weitere uneheliche Kinder, Zwillinge, hinzu). Ob Frances Allan davon wusste, ist unbekannt.

### Soldat und erste Publikationen

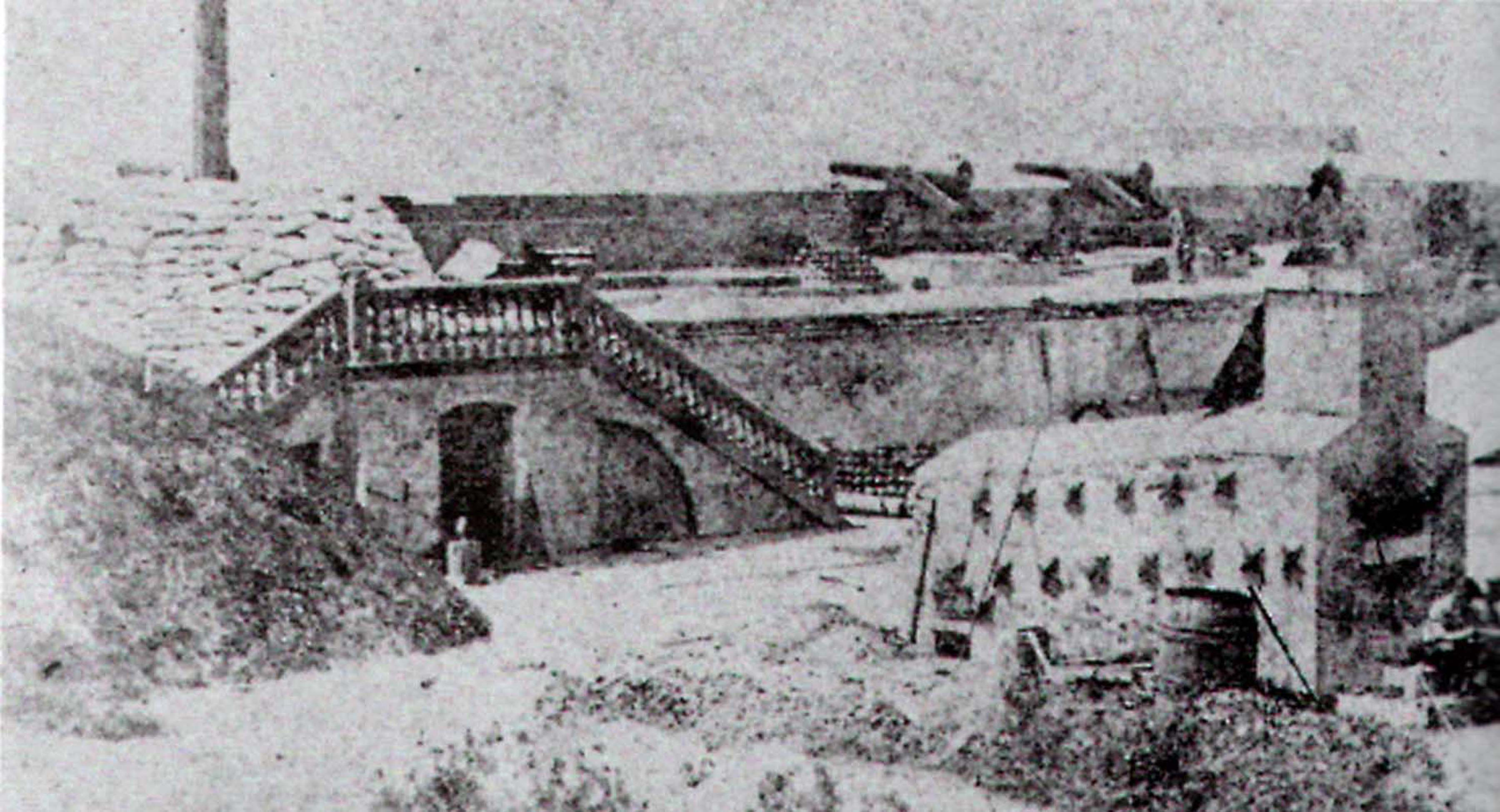
Fort Moultrie, Foto aus dem Jahr 1861

Nach einem heftigen Streit mit John Allan im März 1827 verließ Poe das Haus der Allans und schiffte sich nach einigen Tagen nach Boston ein. Möglicherweise um Gläubigern zu entgehen, nahm Poe den Namen Henri le Rennet an (angelehnt an den Namen seines Bruders Henry Leonard). In Boston, dem Ort seiner Geburt und der Lieblingsstadt seiner Mutter, erschien im Juni oder Juli 1827 auf Kosten Poes sein erster Gedichtband Tamerlane and Other Poems. Das Buch, das nur eine sehr geringe Auflage hatte, blieb ohne kritische Resonanz.
Als das Buch erschien, hatte sich Poe bereits zum Dienst in der US Army verpflichtet. Der 18-Jährige gab an, er sei 22 Jahre alt und heiße Edgar A. Perry. Neben der Notwendigkeit, ein Auskommen zu finden, dürfte zu der Entscheidung auch beigetragen haben, dass Poes Großvater David Poe mit Auszeichnung im Amerikanischen Unabhängigkeitskrieg gedient hatte, außerdem verehrte Poe den im Griechischen Unabhängigkeitskrieg gestorbenen Lord Byron und sah in ihm, der ebenfalls ein großer Schwimmer war, ein nicht nur literarisches Vorbild.
Poe verpflichtete sich für fünf Jahre. Im November 1827 wurde sein Regiment von Boston nach Charleston verlegt, wo er im Fort Moultrie Dienst tat; das Fort lag auf der vorgelagerten Insel Sullivan’s Island, auf der Poe Jahre später die Erzählung The Gold Bug ansiedelte. Poe wurde mehrmals befördert, 1829 zum Sergeant Major, dem höchstmöglichen Rang für einen einfachen Soldaten. Nach zwei Jahren wollte Poe die Armee verlassen – was jedoch, da er sich für fünf Jahre verpflichtet hatte, bedeutete, dass er sich freikaufen musste. Um die dafür nötigen Mittel zu bekommen, strebte er eine Versöhnung mit John Allan an. Dieser lehnte zunächst ab, lenkte aber ein, nachdem seine Frau Frances am 28. Februar 1829 gestorben war. Am 15. April 1829 wurde Poe ehrenhaft aus der Armee entlassen und kehrte nach Richmond zurück.

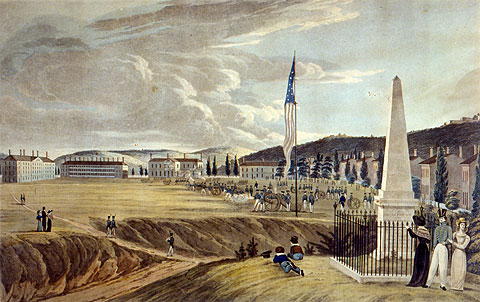
Militärakademie West Point, Stich nach einem Gemälde von George Catlin, 1828

Poe plante jedoch, seine Karriere in der Armee fortzusetzen – als Offizier. Um dies zu erreichen, wollte er in die US Military Academy von West Point eintreten. John Allan unterstützte seinen Wunsch, wahrscheinlich in der Hoffnung, Poe auf diese Weise endgültig loszuwerden. Auf die Aufnahme in West Point musste Poe jedoch rund ein Jahr warten.
Er reiste nach Baltimore, wo Verwandte seines Vaters lebten. Dort lebte er bei seiner Tante Maria Clemm und deren Tochter, seiner Cousine Virginia Clemm. In Baltimore erschien im Dezember 1829 eine zweite Sammlung seiner Gedichte unter dem Titel Al Aaraaf, Tamerlane and Minor Poems – diesmal nicht anonym, sondern unter dem Namen Edgar A. Poe.
Im Juni oder Juli 1830 wurde Poe in West Point als Kadett aufgenommen. In den ersten Monaten dort zeichnete er sich durch hervorragende Leistungen aus. Als Schwerpunktfächer wählte er Französisch und Mathematik. Im Oktober 1830 heiratete John Allan seine zweite Frau Louisa Patterson. Diese neuerliche Eheschließung machte den Bruch zwischen Poe und Allan endgültig, trotz weiterer Versuche Poes, eine Wiederannäherung zu erreichen. Das Zerwürfnis führte außerdem dazu, dass Poe seine Entlassung aus der Armee provozierte, um Allan, welcher sich sehr für seine Aufnahme in West Point eingesetzt hatte, zu blamieren. Nach zahlreichen in einem Brief an Allan angekündigten Regelverstößen wurde er vor ein Kriegsgericht gestellt und der Militärakademie verwiesen.
Im Februar 1831 begab sich Poe von West Point nach New York und von dort im April zu seinen Verwandten nach Baltimore. Im April 1831 erschien in New York sein dritter Gedichtband unter dem Titel Poems. Finanziert hatte er das Buch durch die Subskription von Militärkameraden in West Point. Während seiner Zeit auf der Militärakademie hatte er mehrere Spottverse auf Vorgesetzte verfasst, und seine Mitkadetten waren davon ausgegangen, in dem Band sei mehr davon zu finden. Diese Hoffnung wurde enttäuscht. Poe widmete den Band dem US-Kadettenkorps. Er enthält mehrere Gedichte aus den beiden früheren Bänden, aber auch sechs zuvor unveröffentlichte, darunter frühe Versionen von To Helen und The City in the Sea.

### Baltimore, Erzählungen

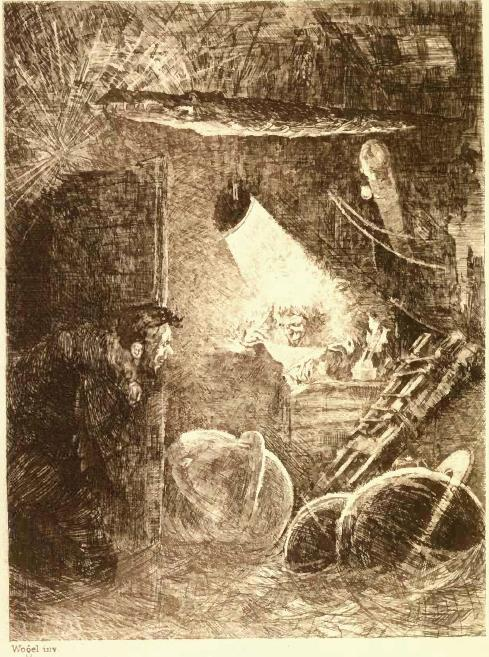
Frühe Illustration von Hermann Wögel zu MS. Found in a Bottle

Nicht lange nach Poes Rückkehr nach Baltimore starb sein Bruder William Henry Leonard am 1. August 1831 im Alter von 24 Jahren an den Folgen seiner Alkoholkrankheit. Obwohl Poe seinen Bruder nur selten gesehen hatte, stand er mit ihm in Briefkontakt und bewunderte ihn für seine Seereisen. William Henry Leonard hatte zudem mehrere Gedichte und Geschichten geschrieben. Bei einigen frühen Texten Poes kann sogar von einer gemeinsamen Autorschaft der beiden Brüder ausgegangen werden.
Über Poes Leben in Baltimore zwischen 1831 und Anfang 1835 ist nur sehr wenig bekannt. Sicher ist, dass er in dieser Zeit begann, Erzählungen zu schreiben, um so ein Einkommen zu erzielen. Eine erste Geschichte, Metzengerstein, erschien am 14. Januar 1832 in Philadelphia im Saturday Courier. 1833 gewann Poe mit MS. Found in a Bottle bei einem Preisausschreiben des Baltimore Saturday Visiter die ausgelobten 50 US-Dollar. Diese Geschichte beginnt mit einer kunstvollen Vermischung von Dichtung und Wahrheit so:

„Von Vaterland & Familie habe ich wenig zu sagen. Ungerechte Behandlung, wie auch der Lauf der Zeit, haben mich aus dem einen vertrieben und der anderen entfremdet. Elterliche Wohlhabenheit ermöglichte mir eine Schulbildung von nicht gewöhnlicher Art.“

Der Preisgewinn brachte Poe in Kontakt mit dem Schriftsteller und Politiker John P. Kennedy, der ihm in der Folge half, Texte in Zeitschriften unterzubringen. Darüber hinaus stellte Kennedy den Kontakt zu Thomas W. White her, dem Herausgeber des in Richmond erscheinenden Southern Literary Messenger. White bot Poe die feste Mitarbeit in seiner noch recht neuen Zeitschrift an, und im August 1835 ging Poe zurück nach Richmond. Nach wenigen Wochen jedoch verließ Poe den Messenger wieder und kehrte nach Baltimore zurück. Die genauen Hintergründe sind unklar. Eine Rolle dürfte gespielt haben, dass Neilson Poe (ein Cousin 2. Grades) Poes Tante Maria Clemm und Cousine Virginia angeboten hatte, zu ihm zu ziehen. Das wollte Poe verhindern. Möglicherweise Ende September 1835 heiratete Poe „inoffiziell“ seine erst 13 Jahre alte Cousine Virginia, zumindest jedoch verlobten sich die beiden. Poe sah in seiner viel jüngeren Cousine wohl lange eher eine Schwester als eine Ehefrau; er nannte sie „Sissy“ (Schwesterchen) und seine Tante Maria „Muddy“ (Mutti).
Kurz darauf kam es zu einer erneuten Verständigung mit White. Im Oktober 1835 kehrte Poe zusammen mit Maria Clemm und Virginia nach Richmond zurück. Thomas W. White muss Poes Arbeit für seine Zeitschrift geschätzt haben. Dennoch schickte er ihm diese warnenden Worte:

„Edgar, solltest Du wieder durch diese Straßen streifen, fürchte ich, wirst Du auch wieder süffeln, so lang, bis Du ganz von Sinnen bist. […] Auf keinen, der vor dem Frühstück trinkt, ist Verlass!“

Poe sollte bis Januar 1837 für den Messenger arbeiten. Während dieser Zeit stieg, Poes Angaben zufolge, die Auflage des Messenger von unter 1.000 auf 5.000 Exemplare an. Poes Mitarbeit sorgte dafür, dass die Zeitschrift bekannt wurde, wozu neben seinen Prosaarbeiten vor allem sein schnell wachsender Ruf als scharfzüngiger Literaturkritiker beitrug.
Im Jahr 1839 veröffentlichte Poe das 1840 und schließlich 1845 ohne seinen Namen in weiteren Auflagen erschienene Schnecken-Buch The Conchologist’s First Book (Or, A System of Testaceous Malacology). Das Buch beruhte zwar auf dem Manual of Conchology von Thomas Wyatt, Poe überarbeitete es aber gründlich und ergänzte es um Vorwort und Einleitung sowie übersetzte Passagen von Georges Cuvier.

### Heirat

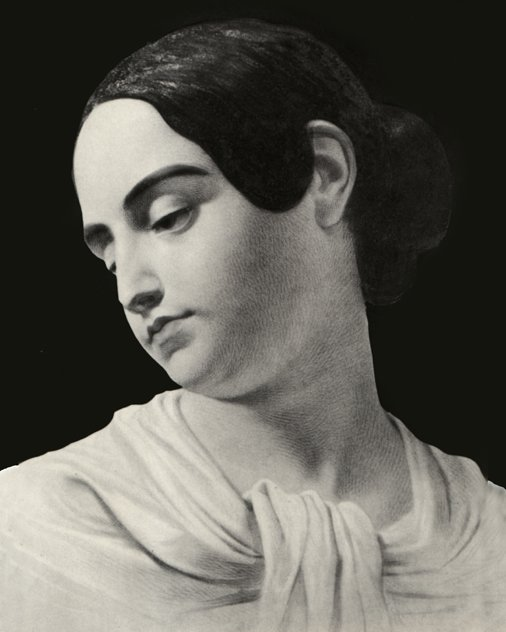
Porträt von Virginia Clemm Poe, 1847. Postumes Aquarell eines unbekannten Künstlers

Am 16. Mai 1836 heiratete Poe in Richmond offiziell seine Cousine ersten Grades Virginia Eliza Clemm (15. August 1822–30. Januar 1847). Eine Hochzeit zwischen Cousin und Cousine, also nahen Verwandten, war zu dieser Zeit zwar in den Südstaaten legitim, wurde aber dennoch kritisch gesehen. Eventuell aus diesem Grunde wurde Virginias Alter in der Heiratsurkunde mit 21, dem Alter der Volljährigkeit, angegeben, was einer der Trauzeugen gegenüber dem Geistlichen beschwor. Tatsächlich war sie aber zum Zeitpunkt der Eheschließung erst 13¾ Jahre alt und ihr Ehemann mit 27 fast doppelt so alt wie sie. Im Beisein eines Standesbeamten vollzog ein presbyterianischer Geistlicher die Trauung in Mrs. Yarrington’s Boarding House. Die Flitterwochen verbrachte das Paar anschließend im nahen Petersburg.

### Richmond und New York – Arthur Gordon Pym

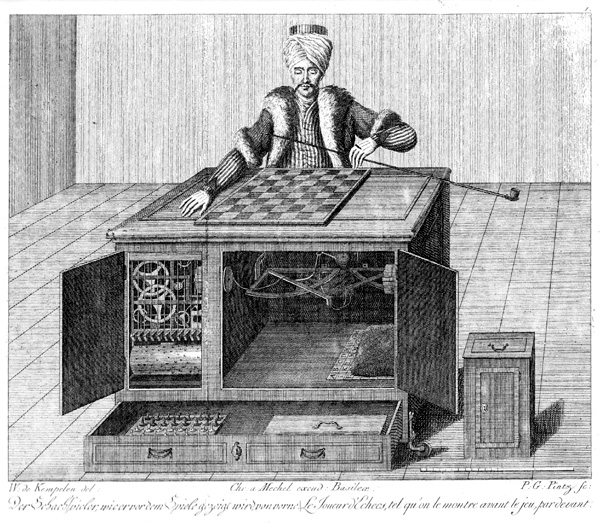
Kupferstich des von Wolfgang von Kempelen konstruierten „Türkischen Schachspielers“ (1783)

In Richmond entstand 1836 Poes Essay Maelzel’s Chess-Player über den auch als Schachtürken bekannten Automaten. Zwar war Poe nicht der Erste, der nachwies, dass sich in dem vermeintlichen Roboter ein kleinwüchsiger Mensch verbergen musste, aber die detaillierte Technik seiner Beweisführung bereitete seine späteren Detektivgeschichten vor. Zu den Erzählungen, die in dieser Zeit entstanden und im Messenger erstveröffentlicht wurden, gehören Berenice, Morella, Hans Pfaall – A Tale und Loss of Breath. Auch Teile seines einzigen Romans The Narrative of Arthur Gordon Pym of Nantucket erschienen als Fortsetzungsgeschichte im Messenger.
All dies förderte Poes Ansehen als Prosaautor. Mehr als die Erzählungen trugen jedoch seine manchmal bewunderten, oft gefürchteten Literaturkritiken dazu bei, seinen Namen bekannt zu machen. Poe versuchte, die Provinzialität des US-amerikanischen Literaturbetriebs zu überwinden und allgemeingültige, ästhetische Maßstäbe an die besprochenen Werke anzulegen. In einer Besprechung heißt es:

„Großmäulig sind wir geworden und eitel im verblendeten Stolz ob einer allzu rasch errungnen, literarischen Freiheit. Unter anmaßendstem, sinnlosesten Hochmut verwerfen wir jedwede Achtung vor fremder Meinung – vergessen wir […], daß die wahre Schaubühne für den Litteratur-Beflissenen einzig und allein nur die ganze Welt sein kann – erheben ein groß Geschrei ob der Notwendigkeit, unseren verdienstvollen, heimischen Schriftstellern Mut zu machen […] und machen uns gar nicht erst die Mühe, zu erwägen, daß ja Alles, was wir dergestalt als Ermutigung bezeichnen, durch so unterschiedlose Anwendung zu gerade Gegenteil dessen führt, was wir recht eigentlich erreichen wollen.“

Im Februar 1837 zog Poe mit seiner kleinen Familie für etwa 15 Monate nach New York. Für die Folgezeit, bis etwa Mai 1839, liegen so gut wie keine biografischen Zeugnisse über Poe vor. Seine Hoffnungen, in New York eine Anstellung bei einer Zeitschrift zu finden, vielleicht sogar ein eigenes Magazin zu gründen, erfüllten sich nicht. Dazu hat wohl die schwere Wirtschaftskrise von 1837 beigetragen, an deren Folgen auch Verleger und Zeitschriften zu leiden hatten.
Poe arbeitete in dieser Zeit weiter an The Narrative of Arthur Gordon Pym. Er erschien im Juli 1838 bei Harper & Brothers und wurde vorwiegend positiv besprochen. Er verließ New York im Sommer 1838 und zog mit Maria Clemm und Virginia nach Philadelphia.

### Philadelphia und Dupin

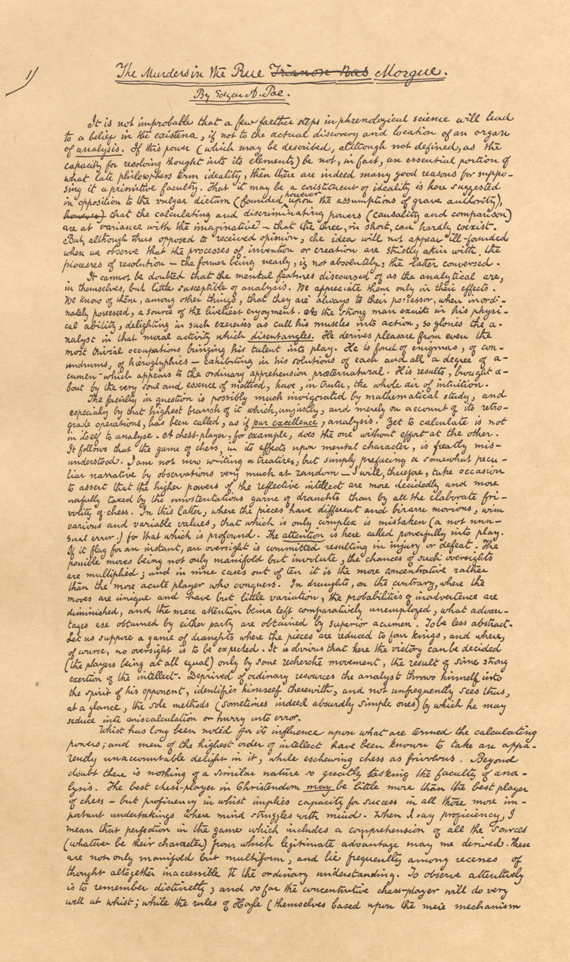
Manuskriptseite aus The Murders in the Rue Morgue, 1841

1838 schlug Poe sich mit Arbeiten für verschiedene Zeitschriften durch. In The American Museum of Science, Literature, and the Arts erschien im September eine seiner bedeutendsten Erzählungen, Ligeia.
In Philadelphia wurde Poe im Juni 1839 Redakteur und später Mitherausgeber von Burton’s Gentleman’s Magazine. Neben der Büroarbeit und seiner Redakteurstätigkeit schrieb er eine Vielzahl von Artikeln über so unterschiedliche Themen wie Sportgeräte, Vogelkunde, Ballonfahrten und Daguerreotypie. Dazu kamen wie zuvor Buchbesprechungen und auch Erzählungen wie The Man That Was Used Up, Das Tagebuch des Julius Rodman, William Wilson und The Fall of the House of Usher. Des Weiteren schrieb er Essays wie beispielsweise eine Abhandlung über Inneneinrichtung, The Philosophy of Furniture.
Da er bei Burton’s für eigene Texte nur sein Redakteursgehalt bekam, besserte er seine Einkünfte auf, indem er für andere Publikationen wie Alexander’s Weekly Messenger arbeitete. Bekannt wurde er dort durch seine Veröffentlichungen zur Kryptographie. Besonders beliebt waren Wettbewerbe, bei denen er versicherte, jeden in Geheimschrift eingesandten Text entziffern zu können – was ihm gelang. Hierzu ist jedoch zu bemerken, dass es sich bei den zur Einsendung erlaubten Chiffren um simple Substitutionsverschlüsselungen handelte.
Im Dezember 1839 erschien die erste Sammlung von Erzählungen Poes unter dem Titel Tales of the Grotesque and Arabesque. Auf fünfhundert Seiten und in zwei Bänden versammelte sie fünfundzwanzig Geschichten. Das Buch wurde an die zwanzig Mal besprochen, und die meisten Rezensionen fielen positiv aus.
Im Juni verließ Poe Burton’s und versuchte, eine eigene Zeitschrift zu gründen, die The Penn heißen sollte, ein Wortspiel aus „pen“ (der Stift) und Pennsylvania. Später änderte er den Namen des Projekts in The Stylus und verfolgte es noch bis zu seinem Tod weiter. Es gelang ihm jedoch nie, das dazu nötige Startkapital aufzutreiben.
Anfang 1841 wechselte der Besitzer von Burton’s, und die Zeitschrift wurde in Graham’s Lady’s and Gentlemen’s Magazine umbenannt. Hier erschien Poes erste Detektivgeschichte The Murders in the Rue Morgue, in der er den Pariser Detektiv C. Auguste Dupin kreierte (das Wort „detective“ kam durch Poe in die englische Sprache). Weiter erschien dort The Colloquy of Monos and Una.
Im April 1842 verließ er Graham’s. Um ein sicheres Einkommen zu haben, bewarb er sich in dieser Zeit um eine Beamtenstelle beim Zoll. Trotz guter, durch Bekannte vermittelter Beziehungen in die Politik – anders wurden solche Positionen nicht vergeben – bekam er den Posten jedoch nicht.
1842 verschlechterte sich Virginia Poes Gesundheit. Sie erlitt beim Singen einen Blutsturz – ein sicheres Zeichen für ihre Tuberkulose. Die Erkrankung seiner Frau verarbeitete Poe in dieser Zeit in den Erzählungen Life in Death (später änderte er den Titel zu The Oval Portrait) und The Masque of the Red Death.
Im März 1842 lernte Poe in Philadelphia Charles Dickens kennen, dessen Werke er schätzte und wiederholt positiv besprach. Dickens versprach Poe, sich bei englischen Verlegern für seine Schriften einzusetzen. Bis dato waren sie, da es kein internationales Copyright gab, in Großbritannien zwar nachgedruckt worden, Poe erhielt jedoch kein Honorar. Obwohl sich Dickens nach seiner Rückkehr nach England für Poe einsetzte, hatten seine Bemühungen keinen Erfolg.
Im April 1844 verließ Poe mit seiner Familie Philadelphia in Richtung New York – in der Hoffnung, auf dem dortigen Zeitschriftenmarkt ein besseres Einkommen erzielen zu können.

### New York undDer Rabe
Poe hatte seinen Ruf in Philadelphia durch gelegentliche Alkoholexzesse ruiniert. Spricht man von „Exzessen“, muss man jedoch die strengen, religiösen Maßstäbe der Zeit berücksichtigen, die im von Quäkern geprägten Philadelphia besonders strikt waren. Sicher ist, dass Poe gelegentlich, vor allem in Krisensituationen, stark trank. Auch hier sind die Zeugnisse aber sehr unterschiedlich. Mehrere Bekannte Poes berichten, dass er bereits nach einem Glas Wein vollständig betrunken war – möglicherweise Zeichen einer Alkoholunverträglichkeit. Andere Zeugnisse deuten darauf hin, dass Poe dem Typus eines „Quartalssäufers“ entsprach, nach dem Jellinek-Konzept „Epsilon-Typ“ genannt.
In New York arbeitete Poe für den Evening Mirror, wo er vor allem journalistische Kurztexte unterschiedlichster Art veröffentlichte und Artikel anderer Journalisten redigierte. Das brachte ihm ein sicheres Einkommen von 15 US-Dollar in der Woche ein. Literarische Arbeiten brachte er in anderen Magazinen unter. Zu den wichtigsten aus dieser Zeit gehören The Oblong Box und die Dupin-Geschichte The Purloined Letter (beide 1844). Auch sein bekanntestes Gedicht The Raven (1845) entstand in New York.
Der Erfolg von The Raven machte Poe erstmals auch als Lyriker bekannt. Das Gedicht wurde vielfach nachgedruckt und Poe immer wieder zu Rezitationen eingeladen. Den Erfolg nahm er zum Anlass, in dem Aufsatz The Philosophy of Composition (1846) seine dem Ästhetizismus und Symbolismus den Weg bereitende Auffassung von Dichtung darzulegen. Laut Poe kommt es bei einem Gedicht vor allem auf die „Einheit des Effekts“ an. Die Komposition von Lyrik beschreibt er als methodische, analytische Arbeit, die nichts mit Spontanität oder Intuition zu tun habe. Ob dies den tatsächlichen Prozess der Entstehung von The Raven beschreibt, ist fraglich.
In seiner New Yorker Zeit betrieb Poe weiterhin Literaturkritik und steigerte seine teils polemischen Ausfälle gegen andere Autoren. Seine Angriffe auf den im 19. Jahrhundert als bedeutendster Dichter der USA geltenden Henry Wadsworth Longfellow führten zum sogenannten Longfellow-Krieg. Poe warf Longfellow wiederholt vor, ein wenig origineller Schriftsteller zu sein (ein Urteil, das die moderne Literaturwissenschaft teilt). Darüber hinaus unterstellte er ihm immer wieder – nicht immer zu Recht –, ein Plagiator zu sein. Einige der Vorwürfe sind umso problematischer, als Poe sich selbst gerne bei anderen Autoren bediente. Neben Poes berechtigter und scharfsinniger Literaturkritik dürfte die Schärfe seines Tons auf sehr persönlichen Motiven beruhen: Poe war Berufsschriftsteller und wurde für seine Arbeit, wenn überhaupt, nur gering bezahlt; Longfellow war ein wohlhabender Erbe, der reich geheiratet hatte und als Privatier leben konnte. Hinter der persönlichen Polemik (auf die Longfellow selbst nie antwortete) verbirgt sich der Gegensatz zwischen einem modernen Autor, der Schriftstellerei als Beruf versteht, und der älteren Idee des Autors als Amateur (im ursprünglichen Sinne der „Liebhaberei“), eines keinen Zwängen unterworfenen, zu Höherem berufenen Freigeists. Letztlich hatten Poes literarische Fehden dieser Zeit zur Folge, dass er es sich mit vielen Autoren und Verlegern verdarb. Sie führten auch zu rufschädigenden Anfeindungen gegen Poe, die noch lange nach seinem frühen Tod das Bild seiner Persönlichkeit verdunkelten.

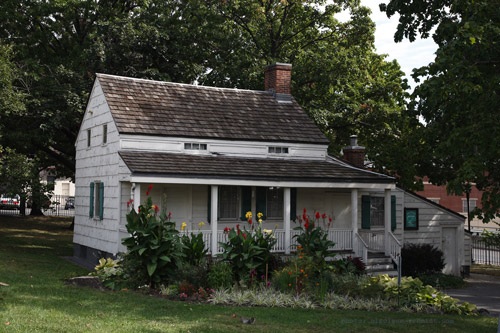
Poe-Cottage in Fordham, heute Bronx, Poes letzte Wohnung

Die meiste Zeit lebte Poe nicht in Manhattan, sondern in einem kleinen Landhaus nördlich der Stadt im damals noch ganz ländlichen Fordham (heute in der Bronx). In Fordham verschlechterte sich Virginias Gesundheitszustand, und zu Poes Entsetzen erhielt sie anonyme Briefe, in denen er eines Verhältnisses zu der Dichterin Frances Sargent Osgood bezichtigt wurde. 1847 starb Virginia im Alter von 24 Jahren. Poe brachte seine Trauer unter anderem in dem Gedicht Annabel Lee zum Ausdruck, das er im September 1849 kurz vor seinem Tod dem Herausgeber der Southern Literary Messenger in Richmond übergab.
1848 entstand Poes schwierig einzuordnender Essay Heureka. Poe versuchte darin, kosmologische Spekulationen mit Philosophie und Ästhetik zu verbinden. Naturwissenschaftlich gingen viele seiner Überlegungen auf Pierre-Simon Laplace, vor allem dessen Nebularhypothese, zurück. Poe erweiterte diese, ohne dafür naturwissenschaftliche Beweise zu haben, um eine Art Urknalltheorie.
Auch in seinen Erzählungen und Gedichten schlug er neue Richtungen ein. Sowohl Ulalume als auch The Bells radikalisieren das Gedicht in Richtung einer Lautpoesie. In den Erzählungen The Cask of Amontillado und Hop-Frog wandelte Poe womöglich seinen Hass auf literarische Rivalen in künstlerisch bedeutende Rachefantasien um.
Nach Virginias Tod suchte Poe eine neue Partnerin. Neben eher schwärmerischen Beziehungen zu zwei verheirateten Frauen bemühte er sich ernsthaft um die Dichterin Sarah Helen Whitman. Die beiden verlobten sich, doch wurde die Verlobung wieder aufgelöst, da Whitman an Poes Zuverlässigkeit zweifelte (sie erhielt zahlreiche Briefe, die Poe anschwärzten), und vor allem, da ihre Mutter eine Ehe mit Poe um jeden Preis verhindern wollte. Nach dem Scheitern der Verlobung nahm Poe, vermutlich in Selbstmordabsicht, eine Überdosis Laudanum zu sich, überlebte jedoch. Dies ist der einzig sicher dokumentierte Fall, in dem Poe Opium einnahm. Spätere Behauptungen, Poe habe regelmäßig Opium zu sich genommen und sei abhängig gewesen, gelten als widerlegt.
1849 traf Poe in Richmond seine Jugendliebe Elmira Shelton (geb. Royster) wieder. Sie war mittlerweile verwitwet. Nach einer kurzen Werbung machte Poe ihr einen Heiratsantrag, worauf sie sich eine Bedenkzeit ausbat. Der Tod Poes kam ihrer Zustimmung zuvor.

### Tod in Baltimore

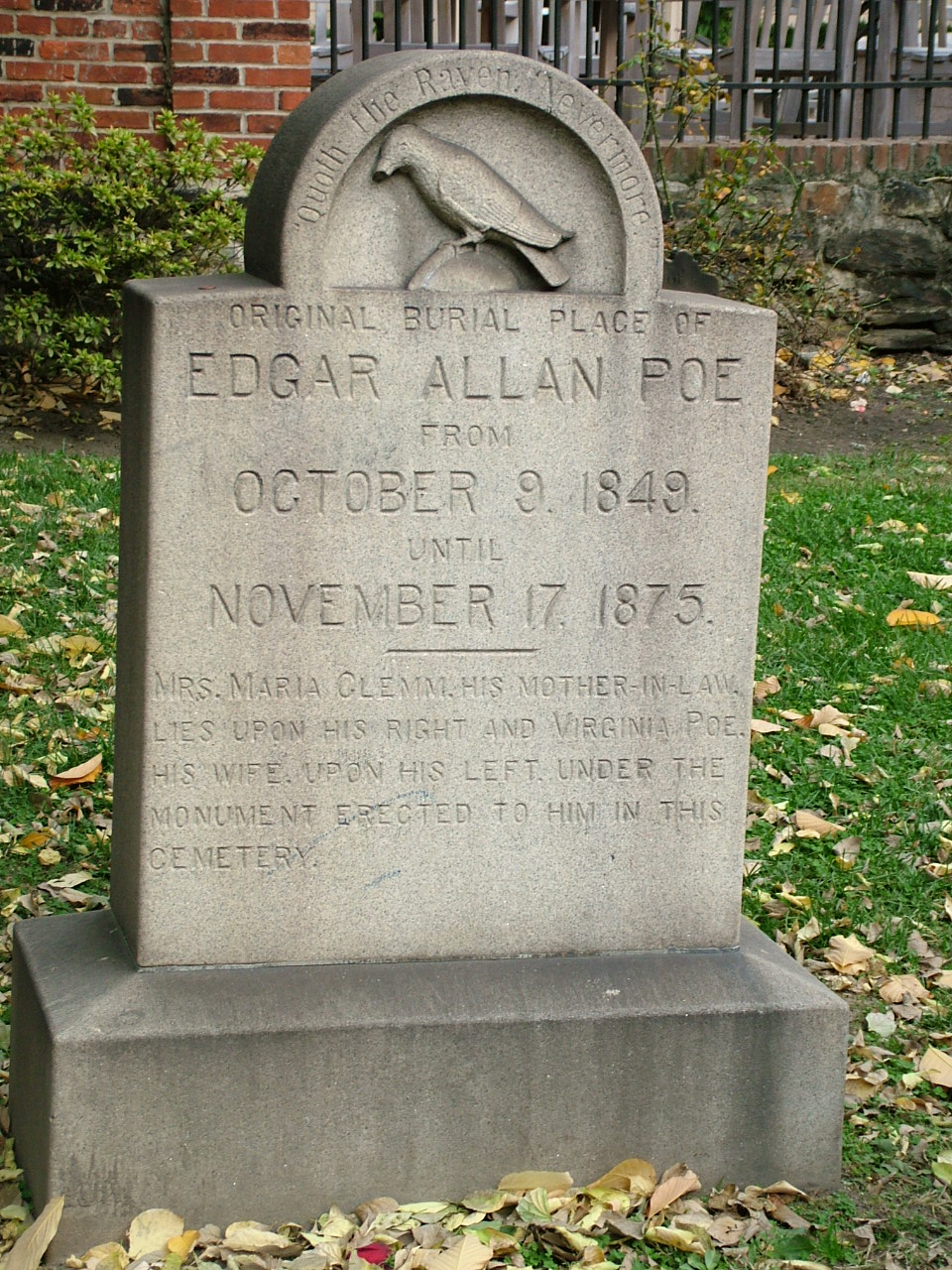
Gedenkstein am Ort von Edgar Allan Poes erster Beisetzung in Baltimore, Maryland

Poe verließ Richmond am Morgen des 27. September 1849. Ziel seiner Reise war sein Haus in Fordham, wo er seine Hochzeit mit Elmira Shelton weiter vorbereiten und auf dem Weg Abonnenten für die geplante Zeitschrift The Stylus gewinnen wollte. Der erste Reiseabschnitt führte per Schiff nach Baltimore. Was wo in der Folgewoche geschah, ist nicht bekannt.
Am 3. Oktober 1849 traf ein Drucker namens Joseph W. Walker Poe vor dem Lokal Ryan’s Tavern (auch bekannt als Gunner’s Hall) an. Poe saß auf dem Bürgersteig, machte einen heruntergekommenen und verwirrten Eindruck, trug Kleidung, die ihm nach Angaben seiner Umgebung nicht gehörte, und schien betrunken oder schwer krank zu sein. Walker verständigte auf Poes Bitte hin einen Bekannten, Joseph E. Snodgrass. Da ein ebenfalls verständigter Verwandter Poes es ablehnte, sich um ihn zu kümmern, wurde er in das Washington Medical College in Baltimore eingeliefert, wo ihn der Arzt John J. Moran versorgte. Poe starb am 7. Oktober 1849. Umstände und Ursache seines Todes sind unklar; er wurde 40 Jahre alt.
Nach Morans Diagnose starb Poe an „Phrenitis“ – ein archaischer Begriff für eine anhaltende Hirnentzündung mit Fieberdelirium. Er hinterließ mehrere Berichte über Poes Zustand und Tod: Sie sind in der Rückschau verfasst und widersprechen einander sowie den Zeugnissen anderer Augenzeugen. Für die Forschung sind sie kaum zu verwerten, da keine Unterlagen des Krankenhauses erhalten sind. So gibt es viele Theorien darüber, woran Poe starb: Sie reichen von Selbstmord und Mord über Schäden durch Alkoholismus bis hin zu Diabetes, Cholera, Tollwut und Syphilis. Ebenfalls unbelegt ist das Gerücht, Poe sei das Opfer von Wahlschleppern („coopers“) geworden – skrupellosen Helfern von Politikern, die an Wahltagen Menschen von der Straße aufgriffen und sie unter Drogen setzten, um sie so dazu zu bringen, für „ihren“ Kandidaten zu stimmen.
Poe wurde in Baltimore auf dem Friedhof der ehemaligen presbyterianischen Westminster-Kirche (heute: Westminster Hall and Burying Ground) begraben. Virginia und Maria Clemm wurden nach einer Umbettung neben ihm beigesetzt.#

### Biographische Selbststilisierungen

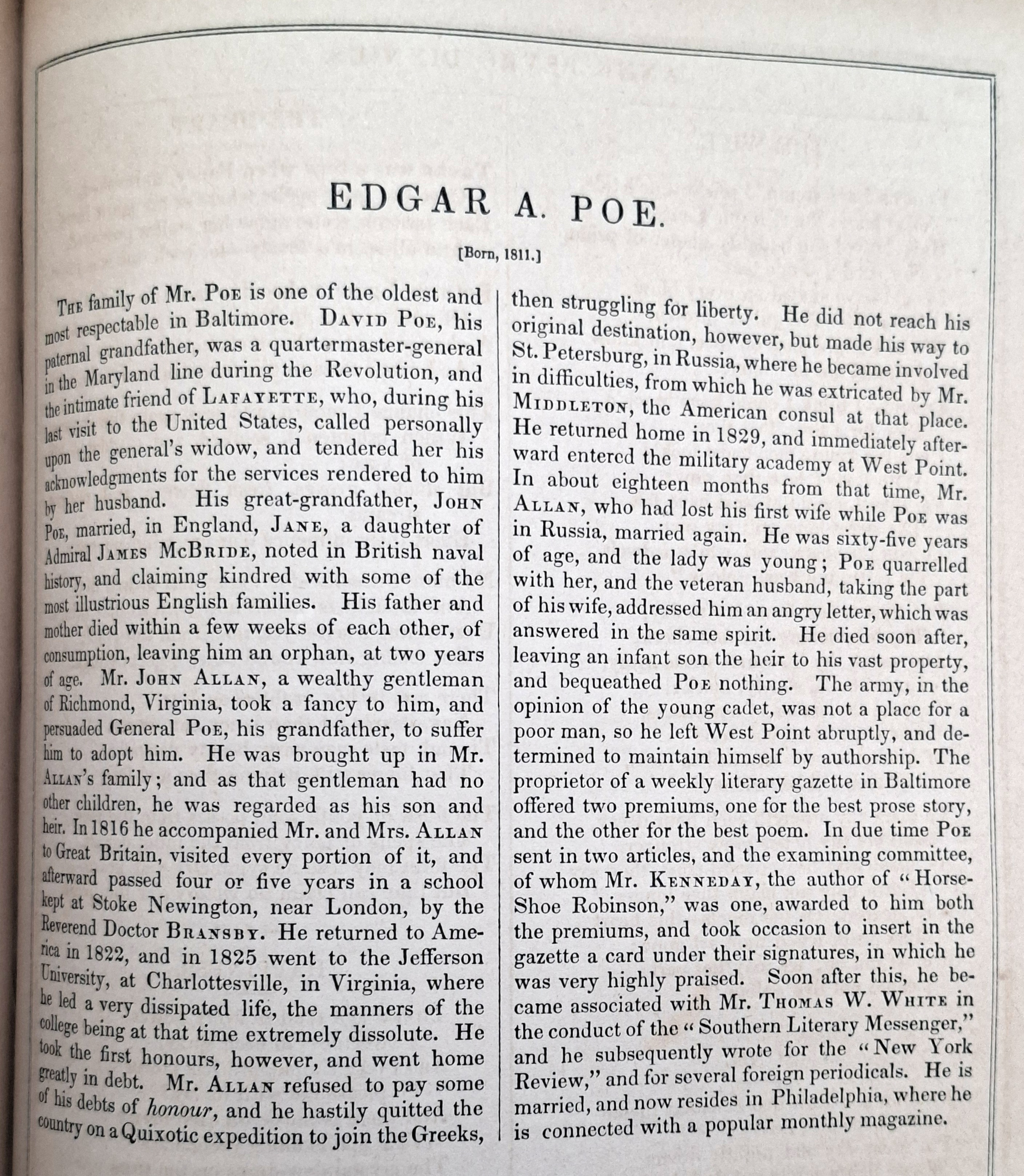
Von Poe 1842 eigenhändig verfasster Lebenslauf für The Poets and Poetry of America von Rufus Wilmot Griswold.

Obwohl Poe überraschend im Alter von nur 40 Jahren starb, sind etliche Informationen über zumindest einige Abschnitte seines (Berufs-)Lebens zum Teil widersprüchlich, manche sogar falsch. Sowohl einige der Widersprüche, als auch einige der Falschinformationen stammen dabei tatsächlich von Poe selbst. So verfasste er selbst seinen Lebenslauf für Rufus Wilmot Griswolds 1842 erschienenes und seinerzeit weit verbreitetes Werk The Poets and Poetry of America. Der von Poe „frisierte“ Lebenslauf enthält nicht nur ein falsches Geburtsjahr, 1811 statt 1809, sondern schmückt auch Ereignisse aus, wie zum Beispiel Poes Studienzeit an der Jefferson University in Charlottesville, Va., die er mit drei Jahren ab 1825 angab. Tatsächlich war nur von Februar bis Dezember 1826 an der Universität. Auch erwähnte Poe Lebensstationen, die nachweislich falsch sind. So behauptete er, dass er nach seiner Zeit an der Universität nach Europa gereist sei, um sich (wie der von ihm sehr verehrte britische Dichter und Dandy Lord Byron) dem Freiheitskampf der Griechen anzuschließen. Nachdem ihm dies jedoch nicht gelungen war, sei er über Umwege in das russische Sankt Petersburg gelangt, wo ihn der dortige amerikanische Konsul aus „Schwierigkeiten“ herausgeholfen habe und er schließlich wieder in die USA zurückkehren konnte. Es existieren jedoch keinerlei Belege, dass sich Edgar Allan Poe nach seiner Kindheit jemals wieder außerhalb der USA aufgehalten hat.
Diese u. a. von Poe selbst verbreiteten Falschinformationen, in Verbindung mit der äußerst negativen Darstellung seiner Person und seines Werkes unmittelbar nach seinem Tod durch seinen literarischen Nachlassverwalter Rufus W. Griswold (s. u.), haben über Jahrzehnte die Poe-Rezeption nicht nur in den USA, sondern auch in Europa negativ beeinflusst.

## Werk

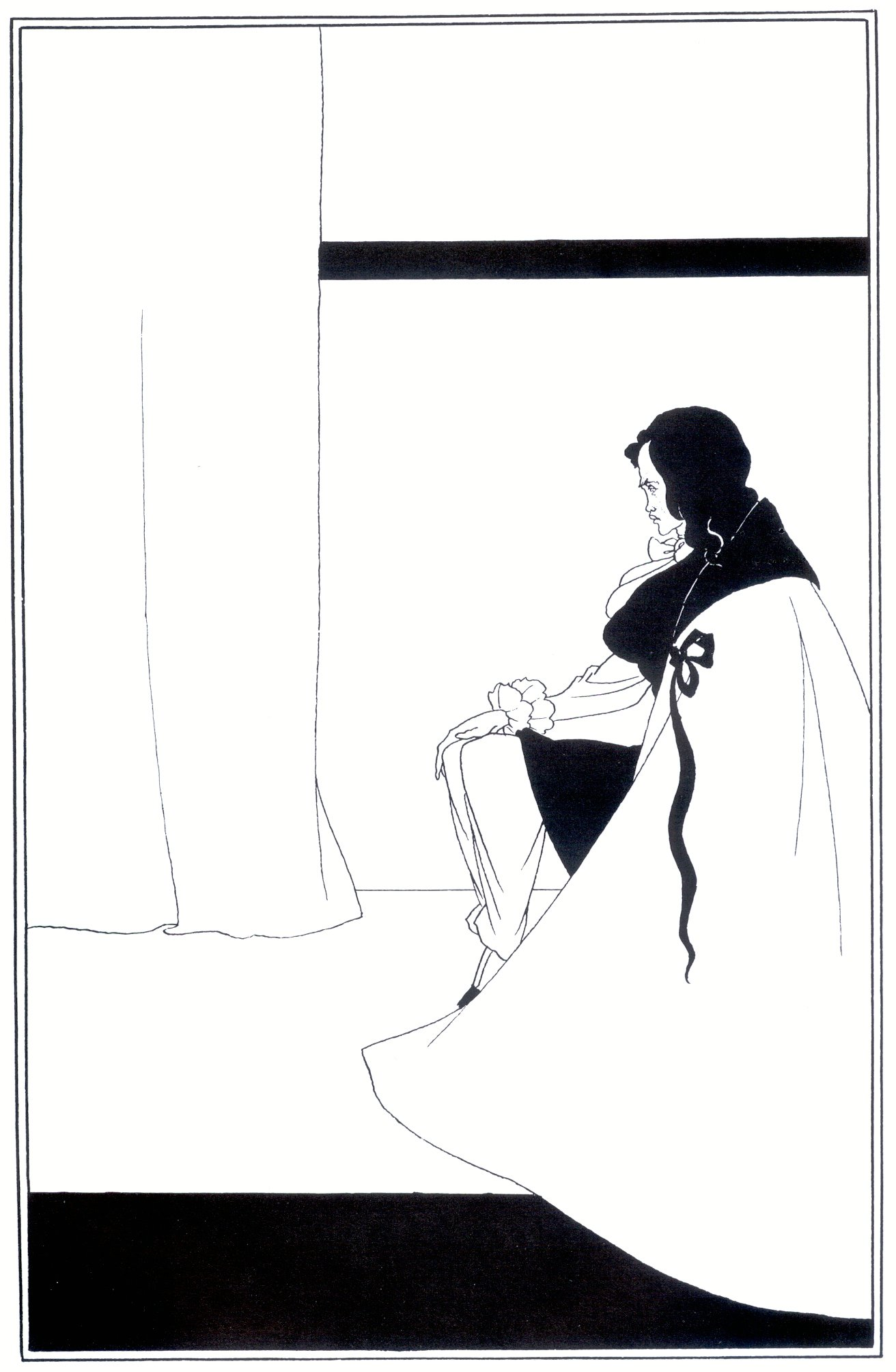
Illustration zu The Fall of the House of Usher von Aubrey Beardsley, 1894/95

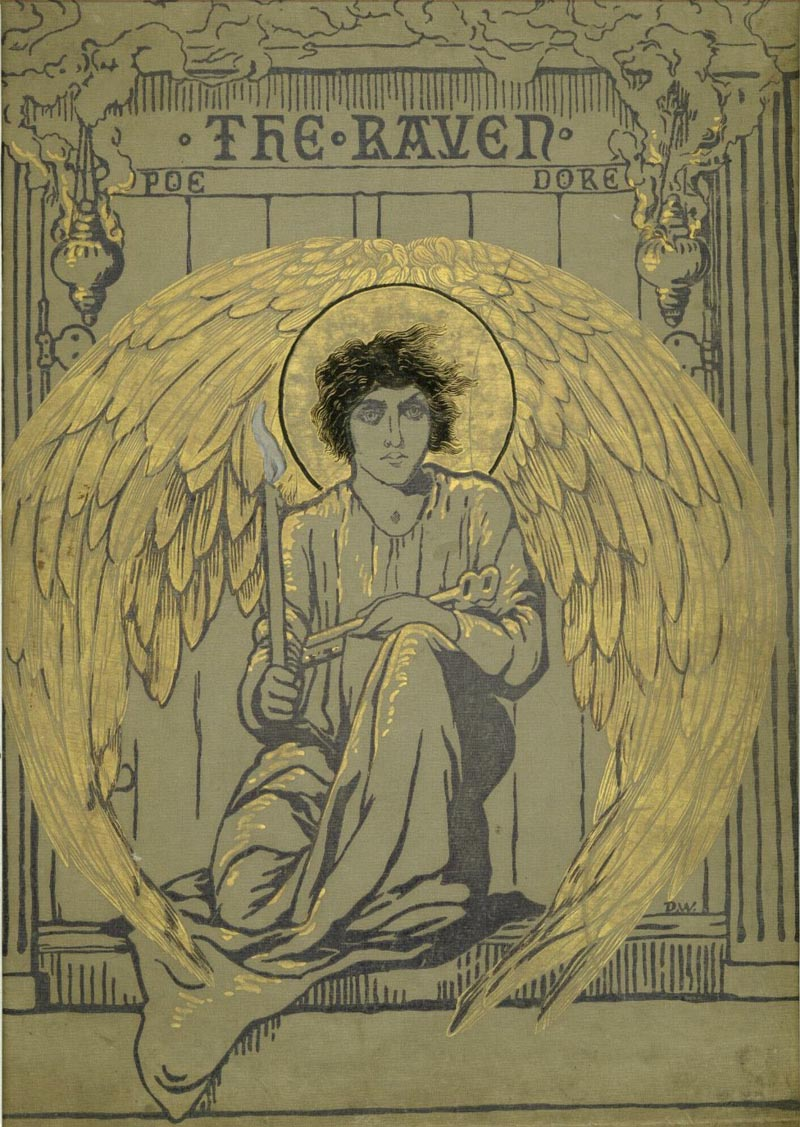
Einbandillustration von Gustave Doré zu The Raven

Poes Frühwerk ist beeinflusst von George Gordon Byron sowie von Autoren der deutschen Romantik, wie beispielsweise E. T. A. Hoffmann und Friedrich de La Motte Fouqué. Später wurde er unter anderem von Charles Dickens, den er persönlich kennenlernte, und Fürst Hermann von Pückler-Muskau beeinflusst.
Zu seinen stilprägenden Erzählungen – nicht zuletzt, weil er ein Virtuose des Grauens war – gehören die Kurzgeschichte Der Untergang des Hauses Usher (The Fall of the House of Usher), die als Beispielwerk der Schwarzen Romantik gilt, und Poes einziger Roman The Narrative of Arthur Gordon Pym of Nantucket. Mit Der Doppelmord in der Rue Morgue (The Murders in the Rue Morgue) gilt Poe als einer der Erfinder der Detektivgeschichte und des deduktiv arbeitenden Krimihelden, der seine Fälle durch Logik und Kombinationsgabe löst.
Poes großes Sujet, das in vielen Geschichten immer wieder auftaucht, ist der Tod einer schönen Frau (Morella, Ligeia, Annabel Lee). Oft thematisiert wird die Vorstellung einer lebendig begrabenen Person (The Fall of the House of Usher, The Premature Burial, The Cask of Amontillado). Vielfach erscheinen in Poes Geschichten Personen, die geradezu vom „Wahn“ gepackt ihr eigenes Unglück provozieren oder trotz Kenntnis des sich anbahnenden Ungemachs scheinbar machtlos direkt in ihr Verderben laufen und sich darüber verzehren (The Tell-Tale Heart, The Black Cat).
Ebenfalls von großer Bedeutung ist sein lyrisches Werk. Der Rabe (englisch The Raven) und The Bells gelten als die ersten bedeutenden Gedichte Amerikas in der Weltliteratur. Poe maß bei der Konzeption seiner Gedichte der Musik und dem logisch-formalen Aufbau einen hohen Stellenwert bei und sorgte oft für die klangliche Veranschaulichung der im Gedicht beschriebenen Dinge (The Bells), was ihn zu einem Wegbereiter des Symbolismus vor allem in Frankreich machte.
Sein zu Lebzeiten erfolgreichstes Buch war ein malakologisches Schulbuch mit dem Titel The Conchologist’s first book or, a system of testaceous malacology (Malakologie = Wissenschaft der Weichtiere). Dieses Buch wurde allerdings nicht von ihm selbst verfasst, sondern der Verlag wollte mit dem Namen Poes die Verkaufszahlen erhöhen. Poe schrieb lediglich das Vorwort und bekam eine erkleckliche Summe Geld für diesen Handel. Poe beschäftigte sich auch stark mit Fragen der Logik, so mit Geheimschriften (z. B. in Der Goldkäfer) und sogenannten Automaten – frühen Robotern –, beispielsweise im Aufsatz Maelzels Schachspieler über den Schachtürken, einen vermeintlichen Schachautomaten.
Poes Werk umfasst Erzählungen, Lyrik, Satiren, Essays, literaturwissenschaftliche (Das poetische Prinzip, postum erschienen) und höchst komplexe naturwissenschaftliche Abhandlungen. Es ist als Ganzes nicht einfach unter einen Oberbegriff zu bringen. Trotzdem wird Poe – auch dank zahlreicher Verfilmungen – sein Image als „Horrorautor“ wohl nie ganz verlieren.

### Englischsprachige Werkausgaben

The Works of Edgar Allan Poe, britische Erstausgabe von 1874–75, herausgegeben von John Henry Ingram

Die erste Werkausgabe The Works of the Late Edgar Allan Poe erschien von 1850 bis 1856 in vier Bänden in den USA. Herausgeber war der von Poe selbst als literarischer Nachlassverwalter eingesetzte Rufus W. Griswold. In der Poe-Forschung ist bis heute umstritten, warum Poe ausgerechnet Griswold, der ihm im Wesentlichen feindlich gesinnt war, mit dieser Aufgabe betraut hatte. Nur zwei Tage nach Poes Tod hatte Griswold – unter dem Pseudonym „Ludwig“ – einen verleumderischen Nachruf auf Poe veröffentlicht. Der erste Band von Griswolds Ausgabe enthält ein „Memoir of the Author“, eine Biografie Poes, die von Griswold selbst verfasst worden war. In dieser Biografie setzte er seine Hass- und Hetzkampagne fort, die er mit dem Nachruf eingeleitet hatte. Auch der in einem der vier Bände enthaltene Abschnitt mit Briefen, die Poe geschrieben bzw. erhalten hat, wurde von Griswold zum Nachteil Poes verfälscht. So hatte Griswold Briefe erfunden oder Passagen in echten Briefen verändert.
William Fearing Gill (1844–1917), einer der frühesten amerikanischen Poe-Biografen hatte in seiner 1877 veröffentlichten Poe-Biografie The Life of Edgar Allan Poe darauf hingewiesen, dass Griswolds Aussagen von ihm manipuliert worden seien: correspondence which I cannot refrain from thinking was extensively “doctored” by the doctor to suit his purpose (Korrespondenz, von der ich mich des Eindrucks nicht erwehren kann, dass an ihr vom Herrn Doktor für seine Absichten ausgiebig „herum gedoktort“ wurde).
Die erste, auf tatsächlich unvoreingenommenen Recherchen gegründete Gesamtausgabe wurde, ebenfalls in vier Bänden, 1874 und 1875 unter dem Titel The Works of Edgar Allan Poe von dem Briten John Henry Ingram (1842–1916) in Edinburgh herausgegeben. Ein Ziel von Ingrams mit sehr viel Akribie erstellter Ausgabe war es, die zahlreichen Lügen und Ungenauigkeiten in Griswolds Ausgabe zu korrigieren und damit ein realitätsnahes Bild von Poe als Mensch und Schriftsteller zu geben. Ingrams Ausgabe erlebte zahlreiche Neuauflagen und galt bis ca. 1902 als Standardwerk.
1902 brachte der Amerikaner James A. Harrison The Complete Works of Edgar Allan Poe in 17 Bänden heraus. Diese Ausgabe löste in der Folge die von Ingram als Standardwerk ab und galt jahrzehntelang als „vollständigste kritische“ Ausgabe. Einige deutsche Übersetzer verwendeten sie als Grundlage für ihre Arbeit, so z. B. Arno Schmidt und Hans Wollschläger für ihre zwischen 1966 und 1973 veröffentlichten und ebenfalls über viele Jahre maßgeblichen deutschen Gesamtausgabe in vier Bänden Edgar Allan Poe – Werke. Erst Thomas Ollive Mabbotts Werkausgabe Collected Works of Edgar Allan Poe, die von 1969 bis 1978 postum in drei Bänden erschien, sowie das 1966 veröffentlichte zweibändige Werk The Letters of Edgar Allan Poe, herausgegeben von John Ward Ostrom (1903–1993), lösten wiederum Harrisons Virginia Edition als Standardwerke ab.
Liste englischsprachiger Werkausgaben:
- Rufus Wilmot Griswold (Hrsg.): The Works of the Late Edgar Allan Poe. 4 Bände, New York 1850–1856.
- James A. Harrison (Hrsg.): The Complete Works of Edgar Allan Poe. 17 Bände, T. Y. Crowell & Co., New York 1902. (Virginia Edition)
  - textidentischer Nachdruck in 17 Bänden durch AMS Press, New York 1965.[97]
- R. Brimley Johnson (Hrsg.): The Complete Poetical Works of Edgar Allan Poe with Three Essays on Poetry. Henry Frowde & Oxford University Press, London, New York, Toronto und Melbourne 1909 (Textarchiv – Internet Archive).
- R. Brimley Johnson (Hrsg.): The Works of Edgar Allan Poe. Oxford University Press, London 1927.
- J. Gerald Kennedy (Hrsg.): The Portable Edgar Allan Poe. Penguin Books, New York u. a. 2006.
- Thomas Ollive Mabbott (Hrsg.): Collected Works of Edgar Allan Poe. 3 Bände, Belknap Press of Harvard University Press, Cambridge (MA) 1969–1978.
- John Ward Ostrom (Hrsg.): The Collected Letters of Edgar Allan Poe. Third edition, revised, corrected, and expanded by Burton R. Pollin and Jeffrey A. Savoye, 2 Bände, Gordian Press, Staten Island (NY) 2008.
- Burton R. Pollin (Hrsg.): Collected Writings of Edgar Allan Poe. 5 Bände, Gordian Press, New York 1981–1997.
- Patrick Francis Quinn (Hrsg.): Poetry and Tales. Literary Classics of the United States, New York 1984. (The Library of America)
- The Complete Stories. With an introduction by John Seeley, Alfred A. Knopf, New York, London und Toronto 1992. (Everyman’s Library)
- Gary R. Thompson (Hrsg.): Essays and Reviews. Literary Classics of the United States, New York 1984. (The Library of America)

### Deutschsprachige (Gesamt-)Ausgaben
Erste Übersetzungen von Poes Werken erschienen ab Mitte der 1840er Jahre in Frankreich von dort bekannten Autoren, allen voran Charles Baudelaire und Stéphane Mallarmé. Ihre Übersetzungen beeinflussten die dortige Poe-Rezeption nachhaltig und wirkten bis nach Deutschland hinein. In jüngster Zeit arbeitet der deutsche Übersetzer Andreas Nohl an einer Neuübersetzung von Poes Werk und orientiert sich dabei an der Zusammenstellung von Charles Baudelaire. Der erste Band erschien 2017, 2022 folgte der dritte Band.
Die erste deutsche Übersetzung eines Poe-Werkes war wohl 1846 eine gekürzte Fassung von Der Goldkäfer durch einen unbekannten Autor. Sie wurde in einer deutschsprachigen Zeitschrift in Prag veröffentlicht. Es folgten u. a. die 1853 entstandene Übersetzung von Der Rabe von Elise von Hohenhausen. Dieser folgten andere Einzelübersetzungen. Die erste, mit drei Bänden, umfangreichere Ausgabe erschien zwischen 1853 und 1858. Zwischen 1901 und 1904 wurde schließlich die erste Gesamtausgabe in Deutsch veröffentlicht.
In chronologischer Reihenfolge erschienen bisher folgende Ausgaben, die mehr oder weniger vollständig Poes Gesamtwerk wiedergeben:
- 1853–1858: Ausgewählte Werke von Edgar Allan Poe in drei Bänden, erschienen bei Kollmann in Leipzig, Übersetzer: Wilhelm Eduard Drugulin
- 1901–1904: Edgar Allan Poes Werke in zehn Bänden, erschienen bei J.C.C. Bruns in Minden. Herausgeber: Hedda und Arthur Moeller van den Bruck, Übersetzerinnen: Hedda Moeller-Bruck und Hedwig Lachmann, mehrere Neuauflagen mit verminderter Anzahl der Einzelbände.
- 1909–1920: sechs Bände, von denen fünf bei Georg Müller in München/Leipzig und der letzte im Propyläen Verlag in Berlin erschienen:
  - Gedichte. Übersetzer: Theodor Etzel
  - Das schwatzende Herz und andere Novellen. Übersetzer nicht angegeben
  - Das Feuerpferd und andere Novellen. Übersetzerin: Gisela Etzel
  - Der Goldkäfer und andere Novellen. Übersetzerin: Gisela Etzel
  - König Pest und andere Novellen. Übersetzerin: Gisela Etzel
  - Die denkwürdigen Erlebnisse des Artur Gordon Pym. Übersetzerin: Gisela Etzel
  - Ligeia und andere Novellen. Sieben Gedichte. Übersetzer: Gisela Etzel und Theodor Etzel
- 1922: Edgar Allan Poes Werke in sechs Bänden, erschienen im Propyläen Verlag in Berlin, Herausgeber Theodor Etzel, diverse Übersetzer
- 1922: Edgar Allan Poe: Gesammelte Werke in sechs Bänden, erschienen bei Rösl & Cie. in München, Herausgeber Franz Blei, diverse Übersetzer
- 1966–1973: Edgar Allan Poe. Werke in vier Bänden, erschienen beim Walter Verlag in Olten, Herausgegeben von Kuno Schuhmann und Hans Dieter Müller (seither mehrere textidentische Lizenzausgaben bei anderen Verlagen).
  - Band 1: Erste Erzählungen – Grotesken – Arabesken – Detektivgeschichten. Übersetzt von Arno Schmidt und Hans Wollschläger. 1966.
  - Band 2: Phantastische Fahrten – Faszination des Grauens – Kosmos und Eschatologie. Übersetzt von Arno Schmidt und Hans Wollschläger. 1967.
  - Band 3: Rezensionen – Briefe. Übersetzt von Richard Kruse, Friedrich Polakovics, Arno Schmidt, Ursula Wernicke und Hans Wollschläger. 1973, ISBN 3-530-65653-4.
  - Band 4: Gedichte – Drama – Essays – Marginalien. Übersetzt von Richard Kruse, Friedrich Polakovics, Arno Schmidt, Ursula Wernicke und Hans Wollschläger. 1973, ISBN 3-530-65654-2.
- 1989: Ausgewählte Werke in drei Bänden. Übersetzt von Barbara Cramer-Nauhaus, Erika Gröger und Heide Steiner. Hrsg. von Günter Gentsch. Insel, Leipzig 1989, ISBN 3-7351-0117-8.
- 1994: Gesammelte Werke in fünf Bänden, erschienen bei Offizin Andersen Nexö Leipzig in Leipzig, fast textidentisch mit der Ausgabe von 1966 bei Walter, aber in chronologischer Reihenfolge (später auch bei Zweitausendeins erschienen[102]).
- 2008: Werke. 4 Bände. Insel Verlag, Frankfurt am Main (textidentisch mit der Ausgabe von 1966 bei Walter[Anm. 1]).
- seit 2017 arbeitet Andreas Nohl für die dtv Verlagsgesellschaft an einer Neuübersetzung in der Zusammenstellung der zwischen 1856 und 1865 entstandenen fünf-bändigen Ausgabe von Charles Baudelaire. Zusätzlich hat Nohl jeden Band mit einem Kommentar versehen. Erschienen sind bisher:
  - 2017: Unheimliche Geschichten ISBN 978-3-423-28118-8.
  - 2020: Neue unheimliche Geschichten ISBN 978-3-423-28215-4.
  - 2022: Arthur Gordon Pyms Abenteuer ISBN 978-3-423-29030-2.
  - 2024: Heureka & Der Rabe ISBN 978-3-423-28418-9.

Weitere deutschsprachige Teilausgaben:
- Gedichte, Essays. Übersetzt von Theodor Etzel und Hedwig Lachmann. Mit einem Nachwort von Harro H. Kühnelt. Winkler, München 1966.
- Erzählungen in zwei Bänden. Übersetzt von Hedda Moeller-Bruck. Mit den Zeichnungen von Alfred Kubin. Nymphenburger Verlagshandlung, München 1965.
- Erzählungen. von A. von Bosse, Marianne Bretschneider, Joachim von der Goltz, H. Kauders und W. Widmer. Mit einem Nachwort von John O. McCormick. Winkler München 1959 (zahlreiche Neuauflagen).

## Rezeption

### Nachruhm

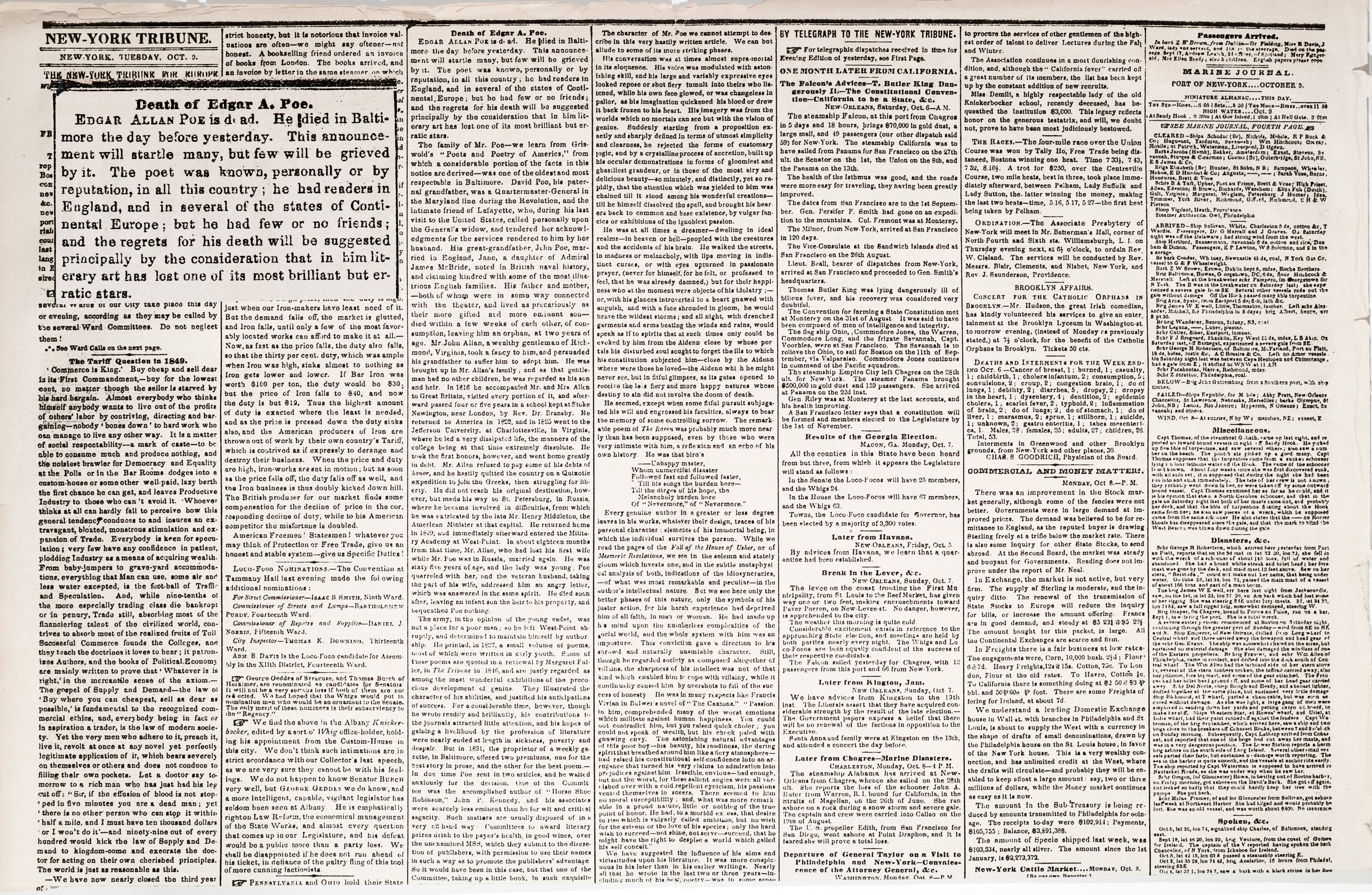
Der verleumderische Nachruf Death of Edgar A. Poe von Rufus Wilmot Griswold unter dem Pseudonym Ludwig verfasst und am 9. Oktober 1849 in der New York Daily Tribune veröffentlicht. (3. und 4. Spalte von links, Volltext).

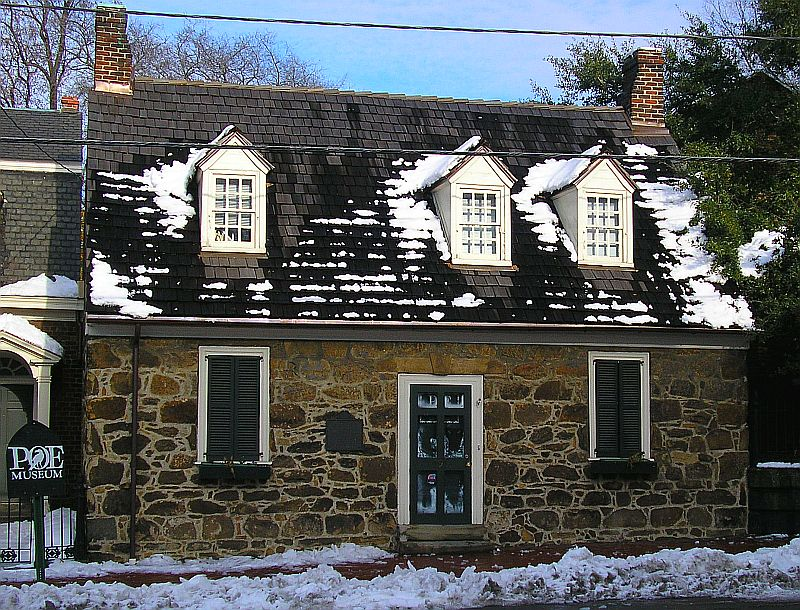
Das Edgar Allan Poe Museum in Richmond

Dass Poe in den USA so nachhaltig verdammt und als zügellos und alkoholabhängig hingestellt wurde, liegt unter anderem an seiner Verfeindung mit den führenden Literaten und Verlagen seiner Zeit, die er immer wieder in bissigen und harten Satiren angegriffen hatte. Sein von ihm selbst bestellter Nachlassverwalter Rufus Wilmot Griswold sorgte dafür, dass sich das Bild Poes als das eines trunksüchtigen Sünders in den USA verfestigte.
Obwohl bereits unmittelbar nach Poes Tod, mehrere persönliche Freunde und Bekannte wie zum Beispiel Sarah Helen Whitman, Nathaniel Parker Willis, Lambert A. Wilmer, Henry Beck Hirst oder George Rex Graham durch eigene Nachrufe und Würdigungen seines Werkes versuchten, die von Griswold absichtlich gestreuten, verleumderischen Aussagen durch eine ausgewogene und positive Darstellung zu entkräften, hielt sich – vor allem in den USA – die negative Grundtendenz gegenüber Person und Werk Poes bis in das frühe 20. Jahrhundert.
Poes Gedichte und Erzählungen mit ihrer meisterhaften Kunstfertigkeit und ihrer düsteren Atmosphäre des Verfalls inspirierten zahlreiche Schriftsteller der Dekadenzdichtung und des Symbolismus vor allem im 19. und beginnenden 20. Jahrhundert, wie etwa Stéphane Mallarmé, Paul Verlaine, Ernest Dowson und Oscar Wilde.

### Rezeption in Frankreich
In Europa war Frankreich das erste Land, in dem Poes Werk im Allgemeinen und Poe als Schriftsteller und Wegbereiter des Symbolismus, des Surrealismus und der modernen Literatur des 20. – nicht des 19. – Jahrhunderts im Besonderen, auf besonders fruchtbaren Boden fiel und von einer breiteren Öffentlichkeit wahrgenommen wurde.
1844 erschien in einer Tageszeitung eine Erzählung, in der ein unbekannter Autor ganz offensichtlich Poes William Wilson nachgeahmt hatte. Im August 1845 erschien anonym eine Übersetzung von Der entwendete Brief, die Poe selbst erst wenige Monate zuvor veröffentlicht hatte. Im Dezember desselben Jahres schließlich erschien mit Der Goldkäfer die erste französische Übersetzung, bei der Poe als Autor angegeben wurde. Im September 1846 folgte A Descent into the Maelström. Poe war zu dieser Zeit bereits bewusst, dass sein Werk in Europa rezipiert wurde. Emilie Forgues, der Übersetzer des Maelströms veröffentlichte im selben Jahr mit seinem Aufsatz Études sur le roman anglais et américan. Les contes d’Edgar A. Poe (Untersuchungen über den englischen und amerikanischen Roman. Die Erzählungen Edgar A. Poes) nicht nur die erste fremdsprachige Kritik zu Poes Werk, sondern auch die einzige, die zu Poes Lebzeiten außerhalb der USA erschien.
Die Britin Isabelle Meunier (geb. Isabella-Mary Hack) übersetzte Der schwarze Kater. Der Text erschien am 27. Januar 1847 in der Zeitschrift La Démocratie Pacifique. Es war wahrscheinlich diese Geschichte, die der 26-jährige Charles Baudelaire las und die ihn zum glühenden Poe-Anhänger machte. Baudelaire war spontan von Stil und Thematik über alle Maßen begeistert und erkannte in Poe einen Seelenverwandten.
Viele Jahre später, am 7. Mai 1864, schrieb er in einem Brief an den Kunsthistoriker Théophile Thoré:

„Savez-vous pourquoi j’ai si patiemment traduit Poe ? Parce qu’il me ressemblait. La première fois que j’ai ouvert un livre de lui, j’ai vu avec épouvante et ravissement, non seulement des sujets rêvés par moi mais des phrases pensées par moi, et écrites par lui vingt ans auparavant.“

„Wissen Sie, warum ich Poe so geduldig übersetzt habe? Weil er mir ähnelte. Als ich zum ersten Mal eines seiner Bücher aufschlug, sah ich mit Schauder und Entzücken, nicht nur Sujets, von denen ich geträumt hatte, sondern auch von mir erdachte Sätze, und von ihm zwanzig Jahre zuvor geschrieben.“

Baudelaire wurde fortan in Frankreich zum bedeutendsten Übersetzer Poescher Prosa. Er machte sich umgehend daran, eine Vielzahl der Erzählungen zu übersetzen, was die Poe-Rezeption in Frankreich, aber auch in anderen europäischen Ländern extrem förderte, so zum Beispiel in Deutschland, Großbritannien, Russland und Spanien. 1848 erschien seine Übersetzung von Der Goldkäfer. Baudelaire war auch der erste Europäer, der 1852 mit Edgar Allan Poe: Sa vie et ses ouvrages (Edgar Poe, sein Leben und seine Werke) eine Biografie Poes veröffentlichte. Diese Poe-Biografie wurde wahrscheinlich von mehr Menschen in mehr Ländern gelesen, als alles, was jemals über Poe geschrieben wurde und bildete so den Grundstein für die Wahrnehmung Poes in Europa, die so ganz anders ausfiel, als die in den USA vorherrschende. In ihr wurde Poe als verfemten Dichter und Ausgestoßener der amerikanischen Gesellschaft beschrieben. Poe galt in der Wahrnehmung Baudelaires und anderer gleichgesinnter französischer Autoren als Poète maudit (verdammter/verfemter Dichter), obwohl dieser Begriff erst 1884 von Paul Verlaine in seinem gleichnamigen Essay vorkommt.
Paul Valéry, neben Baudelaire und Mallarmé ein weiterer französischer Schriftsteller und Bewunderer Poes urteilte über die Wirkung von Baudelaires missionarischem Eifer bei der Übersetzung Poescher Werke:

« Ce grand homme serait aujourd'hui complètement oublié, si Baudelaire ne se fût employé à l'introduire dans la littérature européenne. Ne manquons pas d'observer ici que la gloire universelle d'Edgar Poe n'est faible ou contestée que dans son pays d'origine et en Angleterre. »

„Dieser große Mann wäre heute völlig vergessen, wenn Baudelaire sich nicht dafür eingesetzt hätte, ihn in die europäische Literatur einzuführen. Es bleibt hier auch festzuhalten, dass der universelle Ruhm Edgar Poes nur in seinem Heimatland und in England schwach oder umstritten ist.“

1853 folgte der erste übersetzte Band mit Poe Werken Nouvelles choisi d’Edgar Poë (Ausgewählte Erzählungen von Edgar Poe). Die Übersetzung stammte von Alphonse Borghers.
Die Brüder Edmond und Jules de Goncourt, einflussreiche Schriftsteller ihrer Zeit in Frankreich, urteilten am 16. Juli 1856:

« Après avoir lu du Poë, la révélation de quelque chose dont la critique n'a point l'air de se douter. Poë, une littérature nouvelle, la littérature du XXe siècle : le miraculeux scientifique, […] une littérature à la fois monomaniaque et mathématique […] Et les choses prenant un rôle plus grand que les êtres […] enfin le roman de l'avenir […] »

„Nach der Lektüre von Poe, die Offenbarung von etwas, von dem die Kritik kaum eine Ahnung hat. Poe, eine neue Literatur, die Literatur des 20. Jahrhunderts. Das wissenschaftlich Wunderbare […] eine Literatur die gleichzeitig monomanisch und mathematisch ist. […] Dinge spielen eine größere Rolle als Menschen […] endlich der Roman der Zukunft […]“

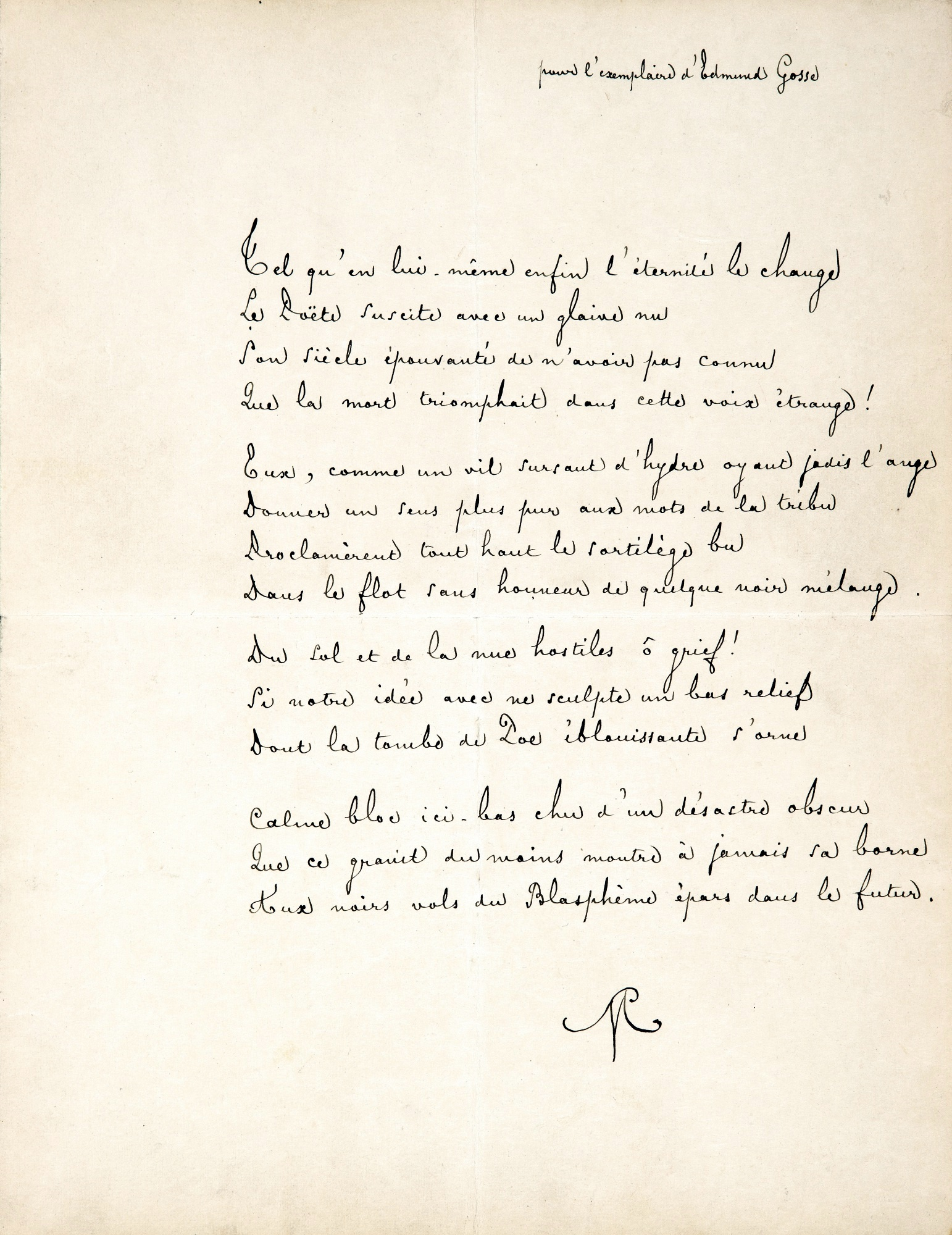
Stéphane Mallarmé: Le Tombeau d’Edgar Poe, Autograph, Sonett auf Poe aus dem Jahre 1876.

Es folgten zahlreiche weitere Übersetzungen auch anderer Übersetzer, darunter 1862 die Contes inédits d’Edgar Poe des Briten William Little Hughes und diverse Poe-Gedichte, darunter Der Rabe von Stéphane Mallarmé. Baudelaires Übersetzungen finden jedoch bis heute u. a. wegen ihrer Werktreue und ihrer literarischen Qualität größte Beachtung. Nach Poes Tod hatte ihm Mallarmé das Gedicht Le Tombeau d’Edgar Poe gewidmet.
Poes Werke hatten nachhaltigen und prägenden Einfluss auf verschiedene literarisch-künstlerische Genres und Strömungen – nicht nur in Frankreich. Dort jedoch gilt Poe als Wegbereiter des Symbolismus. Zahlreiche Symbolisten, wie z. B. Auguste de Villiers de L’Isle-Adam oder Jean Moréas beriefen sich auf sein Werk. André Breton erkannte in Poe den Surrealisten. Der Schriftsteller Paul Valéry war v. a. von Poes kosmogonischem Spätwerk Heureka derart beeindruckt, dass er darin eine schöpferische Offenbarung erkannte und Poes Konzept des Universums mit dem von Albert Einstein verglich. Arthur Rimbaud und André Gide wurden ebenfalls von Poe beeinflusst. Bereits 1894 erkannte Teodor de Wyzewa in Poe den Erfinder des Science-Fiction und des Detektivromans. Émile Gaboriau schuf seinen Privatdetektiv Monsieur Lecoq nach dem Vorbild von Poes C. Auguste Dupin. 1864 verfasste Jules Verne seinen einzigen Essay Edgard Poe et ses œuvres über Poes Werke, die ihm z. B. als Vorlage und Inspiration für viele seiner eigenen dienten. Verne war so begeistert von Poes Werk, dass er 1897 mit Die Eissphinx sogar eine Art „Fortsetzung“ von Poes offen endendem Roman The Narrative of Arthur Gordon Pym of Nantucket schrieb.

### Rezeption im Vereinigten Königreich
Für amerikanische Schriftsteller des 19. Jahrhunderts war der Literatur-Markt des Vereinigten Königreiches bzw. dessen Leserschaft von größter Bedeutung für ihren literarischen Erfolg in den USA. Poe selbst hatte sich um Kontakte zu britischen Verlagshäusern bemüht – jedoch vergeblich. Dennoch waren Name und Werk auf den Inseln bekannt, wenn auch zunächst nur durch etliche Raubdrucke, die kursierten oder durch Rufus W. Griswolds 1842 erschienene Anthologie The Poets and Poetry of America. Nach Poes Tod wurden Person und Werk zunächst durch Griswolds – unter Pseudonym veröffentlichten – verleumderischen Nachruf geprägt. Anschließend war es die zwischen 1850 und 1856 von Griswold, dem von Poe selbst eingesetzten literarischen Nachlassverwalter, herausgegebene vierbändige Werkausgabe, die das (von Griswold vorsätzlich negativ dargestellte) Bild Poes auch im Königreich bis ca. 1880 dominierte.

Der Brite John H. Ingram war der erste Biograf Poes außerhalb der USA.

Vor diesem Hintergrund machte es sich der Brite John Henry Ingram Ende der 1860er Jahre im Alter von knapp 25 Jahren zur Lebensaufgabe, das negativ verfälschte Bild des von ihm verehrten Schriftstellers zu korrigieren und dabei gleichzeitig nachzuweisen, dass Griswold wider besseres Wissen ein falsches Bild Poes in der Welt verbreitet hatte. Dazu nahm Ingram Kontakt zu zahlreichen Bekannten Poes auf. 1874/75 veröffentlichte er seine vierbändige Ausgabe The Works of Edgar Allan Poe, 1880 gefolgt von Life, Letters and Opinions in zwei Bänden. Ingrams vierbändige Poe-Ausgabe galt bis 1902, dem Jahr, in dem James Albert Harrison seine 17-bändige Virginia Edition herausbrachte, als Standard-Ausgabe. Ingrams Materialsammlung legte schließlich den Grundstein für die spätere Poe-Forschung. Sie befindet sich heute als „John Henry Ingram’s Poe Collection“ in der Alderman Library der University of Virginia.
Zu diesem Zeitpunkt hatten sich bereits etliche bekannte Schriftsteller des Vereinigten Königreiches positiv über Poes Werk geäußert. Alfred, Lord Tennyson nannte Poe „the most original genius that America has produced“ (das originellste Genie, das Amerika hervorgebracht hat). Algernon Swinburne war begeistert von seinem Werk und kritisierte die Amerikaner mehrfach dafür, dass sie Poe so wenig Wertschätzung entgegenbrachten. Auch Oscar Wilde und Joseph Conrad schätzten Poes Werke. D. H. Lawrence schrieb in seinem 1923 erschienenen Werk Studies in Classic American Literature über Poe, er sei eher Wissenschaftler als Künstler (But Poe is rather a scientist than an artist.). Der Schotte Robert Louis Stevenson war verhaltener in seiner Beurteilung, aber seine Werke Die Schatzinsel (um 1882) und Der seltsame Fall des Dr. Jekyll und Mr. Hyde (1886) stehen eindeutig in der Tradition Poes. Die Iren William Butler Yeats und George Bernard Shaw beurteilten Poes Werk ebenfalls positiv.
1909, zu Poes 100. Geburtstag, schrieb Shaw in der Zeitschrift The Nation:

“Poe constantly and inevitably produced magic where his greatest contemporaries produced only beauty. […] Poe's supremacy in this respect has cost him his reputation. […] Above all, Poe is great because he is independent of cheap attractions, independent of sex, of patriotism, of fighting, of sentimentality, snobbery, gluttony, and all the rest of the vulgar stock-in-trade of his profession.”

„Poe erschuf konstant und unweigerlich Magie, während seine größten Zeitgenossen lediglich Schönheit hervorbrachten. […] So hat ihn seine Überlegenheit die Reputation gekostet. […] Vor allem ist Poe groß, weil er auf billige Anreize verzichtet, auf Sex, Patriotismus, Kampf, Sentimentalität, Snobismus, Völlerei und den ganzen vulgären Rest dessen, was sein Berufsstand sonst noch zu bieten hat.“

Thomas Hardy sagte über Poe, er sei the first to realise to the full the possibility of the English language in thought and rhyme (der erste, der die Möglichkeiten der englischen Sprache in Gedanken und Reimen vollständig erkannt habe). W. H. Auden sah in Poe einen Autor der Moderne und führenden amerikanischen Schriftsteller mit internationalem Einfluss (so in Selected Prose and Poetry of Edgar Allan Poe, New York, 1950).
Einer der wenigen britischen Schriftsteller, die Poe scharf kritisierten war Aldous Huxley, der Poe und dessen Werk in seinem 1930 veröffentlichten Aufsatz Vulgarity in Literature als „vulgär“ bezeichnete und Poe als das prototypische Beispiel eines zugrunde gegangenen Schriftstellers ansah. Norman Douglas entgegnete dem wiederum, dass Poes Werk das absolute Gegenteil von Vulgarität sei.
Arthur Conan Doyle, der über 40 Jahre nach Poes Privatdetektiv C. Auguste Dupin, mit Sherlock Holmes eine Figur schuf, die wesentlich von Poe beeinflusst wurde, formulierte bezüglich E. A. Poes Einfluss auf andere Schriftsteller:

“If every man who receives a cheque for a story which owes its springs to Poe were to pay a tithe to a monument for the master, he would have a pyramid as big as that of Cheops.”

„Wenn jeder, der einen Scheck für eine Geschichte erhält, die ihren Ursprung Poe verdankt, den Zehnten für ein Denkmal des Meisters entrichten müsste, hätte er eine Pyramide, so groß wie die des Cheops.“

Eine umfangreiche Studie zu Poes Einfluss auf die britische Literaturszene stammt von Harro Heinz Kühnelt, der 1949, zum 100. Todestage Poes, Die Bedeutung von Edgar Allan Poe für die englische Literatur veröffentlichte.

### Rezeption im deutschsprachigen Raum

Bände 1–2 (in einem Band) einer frühen deutschen Werkausgabe, erschienen 1904 in J.C.C. Bruns’ Verlag in Minden. Herausgeber war das Ehepaar Hedda und Arthur Moeller-Bruck. Die Übersetzungen stammen von Hedda Moeller-Bruck und Hedwig Lachmann.

Die Rezeption in Deutschland verlief, anders als in Frankreich, verzögert und zunächst mit weniger Begeisterung auf Seiten der Literaten und Leser. Die erste nachweisbare deutsche Übersetzung eines Poe-Werkes war 1846 eine gekürzte Fassung von Der Goldkäfer durch einen unbekannten Übersetzer. Sie erschien in einer deutschsprachigen Zeitschrift in Prag, Das Panorama des Universums. Im September 1846 wurde eine Übersetzung von Der entwendete Brief veröffentlicht. Ebenfalls 1846 erschienen zwei Übersetzungen von A Descent into the Maelström. Eine Rezension mehrerer Erzählungen erschien 1847 in Die Gegenwart.
Das Interesse an US-Literatur stieg in Deutschland ab 1852 mit der Übersetzung von Harriet Beecher Stowes Roman Onkel Toms Hütte und, wie auch in anderen europäischen Ländern, durch den Amerikanischen Bürgerkrieg (1861–1865). 1853 wurden Die Grube und das Pendel und Drei Sonntage in einer Woche im Bremer Sonntagsblatt veröffentlicht. Die erste Übersetzung ins Deutsche von Der Doppelmord in der Rue Morgue stammt aus dem Jahre 1854 und erschien in mehreren Folgen in der Berliner Gerichts-Zeitung unter dem Titel Ein geheimnisvoller Doppelmord. 1857 folgte eine Übersetzung in der Zeitung Die illustrirte Welt. Der Titel dieser Übersetzung war lediglich Geheimniß. In beiden Fällen sind die Übersetzer unbekannt. 1859 und 1861 brachte der Stuttgarter Verlag von Johann Scheible die beiden Bände Erstaunliche Geschichten und unheimliche Begebenheiten sowie Unbegreifliche Ereignisse und geheimnisvolle Thaten eines nicht genannten Übersetzers heraus. Bis 1900 folgten Übersetzungen u. a. von Friedrich Spielhagen, Adolf Strodtmann, Hedwig Lachmann, Elise von Hohenhausen (von ihr stammt 1853 die erste Übersetzung von Der Rabe). Viele Poe-Übersetzungen fanden weite Verbreitung in deutschen Schulbüchern.
Zwischen 1853 und 1858 erschien in drei Bänden Ausgewählte Werke von Edgar Allan Poe, Übersetzer war Wilhelm Eduard Drugulin. Die erste deutsche Gesamtausgabe Edgar Allan Poes Werke wurde 1901 von Hedda und Arthur Moeller van den Bruck beim Mindener Verlag J.C.C. Bruns in zehn Bänden herausgebracht und fand großen Anklang. Diese Übersetzungen werden zum Teil noch heute in unterschiedlichen Zusammenstellungen und Aufmachungen publiziert.
Im deutschsprachigen Raum verglichen Zeitgenossen Poe mit Charles Brockden Brown, „allein Poe hat Brown weit übertroffen“.
Friedrich Nietzsche erwähnte Poe 1886 in seinem Werk Jenseits von Gut und Böse:

„Diese grossen Dichter zum Beispiel, diese Byron, Musset, Poe, Leopardi, Kleist, Gogol, — so wie sie nun einmal sind, vielleicht sein müssen: Menschen der Augenblicke, begeistert, sinnlich, kindsköpfisch, im Misstrauen und Vertrauen leichtfertig und plötzlich; mit Seelen, an denen gewöhnlich irgend ein Bruch verhehlt werden soll; oft mit ihren Werken Rache nehmend für eine innere Besudelung, oft mit ihren Aufflügen Vergessenheit suchend vor einem allzutreuen Gedächtniss, oft in den Schlamm verirrt und beinahe verliebt, bis sie den Irrlichtern um die Sümpfe herum gleich werden und sich zu Sternen verstellen — das Volk nennt sie dann wohl Idealisten —, oft mit einem langen Ekel kämpfend, mit einem wiederkehrenden Gespenst von Unglauben, der kalt macht und sie zwingt, nach gloria zu schmachten und den „Glauben an sich“ aus den Händen berauschter Schmeichler zu fressen: — welche Marter sind diese grossen Künstler und überhaupt die höheren Menschen für Den, der sie einmal errathen hat!“

Vor allem Poes Detektivgeschichten und seine phantastischen Erzählungen fanden früh reges Interesse beim deutschsprachigen Publikum, hatten doch Autoren wie E.T.A. Hoffmann und Ludwig Tieck bereits vor Poe thematisch Ähnliches publiziert. Hanns Heinz Ewers ließ sich von Poe inspirieren und übersetzte auch einige seiner Werke. Um 1906 brachte Ewers seine Studie Edgar Allan Poe heraus. Sie ist die erste deutsche Veröffentlichung über Poe, die in englischer Übersetzung (1916) in den USA erschien. Weitere deutschsprachige Schriftsteller, die Poes Werk beeinflusste, waren Karl Hans Strobl, Alfred Kubin, der viele von Poes Werken in den 1920ern illustrierte, oder Gustav Meyrink mit seinem Roman Der Golem.
Zu Beginn des 20. Jahrhunderts überstieg Poes Popularität in Deutschland schließlich die anderer US-amerikanischer Autoren wie James Fenimore Cooper, Nathaniel Hawthorne, Washington Irving, oder Ralph Waldo Emerson. 1901 ließ Thomas Mann in seinem Roman Buddenbrooks den nonkonformistischen Kai Graf Mölln, der heimlich im Unterricht Der Untergang des Hauses Usher liest, sagen: Dieser Roderich Usher ist die wundervollste Figur, die je erfunden worden ist! […] Wenn ich jemals eine so gute Geschichte schreiben könnte! 1909, zu Poes 100. Geburtstag, wuchs das Interesse an Poe in Deutschland deutlich. In den Folgejahren überschritt die Anzahl wissenschaftlicher Veröffentlichungen zu Person und Werk jene in anderen Ländern bei weitem. Die erste deutsche Dissertation, die Poe zum Thema hatte, stammt aus dem Jahr 1911. Für das dreibändige psychoanalytische Werk Edgar Poe: Eine psychoanalytische Studie von Marie Bonaparte verfasste Sigmund Freud ein kurzes Vorwort. Rainer Maria Rilke bewunderte Poes Lyrik. In der Folge setzte eine Neubewertung in der deutschen Poe-Rezeption ein: Poe wurde als Autor der Moderne und der „neuen Wirklichkeit“ aufgefasst, so z. B. von Ernst Jünger. Nach Theodor W. Adorno waren sowohl Baudelaire, als auch Poe, Herolde der Moderne und Technokraten der Kunst. Zwischen 1909 und 1922 erschien eine Vielzahl von Gesamt-, aber auch Einzelausgaben verschiedener deutscher Verlage und renommierter Übersetzer wie z. B. Gisela und Theodor Etzel. In der jüngeren Vergangenheit ist Arno Schmidt zu nennen, der sich von Poe, wie vor ihm schon Baudelaire, auch existentiell angezogen fühlte. Zusammen mit Hans Wollschläger und anderen Übersetzern schuf Schmidt zwischen 1966 und 1973 eine vierbändige zeitgemäße Neuübersetzung und nahm Poes Gesamtwerk gleichzeitig als Grundlage für sein Opus magnum Zettel’s Traum und seine Etym-Theorie. Schmidt charakterisierte Poe als beleidigend intelligent und zugleich phantastisch-kindlich-weltfremd. In der jüngsten Vergangenheit arbeitet Andreas Nohl an einer umfassenden Neuübersetzung. Ende 2021 erschien die deutsche Erstveröffentlichung der Erzählungen des Folio Club, einer von Rainer Bunz herausgegebenen Rekonstruktion einer verlorengegangenen Sammlung von zwölf frühen Erzählungen Poes.

### Daguerreotypien
Vor der Erfindung des Daguerreotypie-Verfahrens ließ sich Edgar Allan Poe von Miniaturmalern porträtieren. Die neue fotografische Technik begeisterte ihn. Wie kaum ein anderer Künstler suchte Poe in den 1840er Jahren verschiedene Daguerreotypisten auf, die ihn fotografierten. Insgesamt sieben Daguerreotypien mit erforschter Provenienz sind erhalten und zumeist nach den Frauen benannt, denen Poe seine Portraits schenkte. Die Daguerreotypien sind unter den Namen Daly, Ultima Thule, Whitman, Annie, Stella, Thompson und Traylor bekannt. Letztgenannte, Thompson und Traylor, hatte William Abbott Pratt kurz vor Poes Tod im September 1849 realisiert. Ab den 1850er Jahren wurden die fotografischen Unikate von Portraitisten zur Verbreitung abgezeichnet, wobei zum Teil die technisch bedingt seitenverkehrten Originale wie frühe fotografische Kopien, wiederum Daguerreotypien, diese aber nun seitenrichtig, vorlagen. Zu den so am bekanntesten gewordenen Daguerreotypien zählen Ultima Thule, wahrscheinlich von Edwin H. Manchester im November 1848 in Providence, Rhode Island, aufgenommen, und Annie, ein Geschenk Poes an seine Freundin Annie L. Richmond, wahrscheinlich im Juni 1849 in Lowell, Massachusetts, realisiert. Der Fotograf ist nicht bekannt. In wissenschaftlichem Kontext hat sich mittlerweile durchgesetzt, die seitenverkehrten Unikate seitenrichtig zu publizieren.

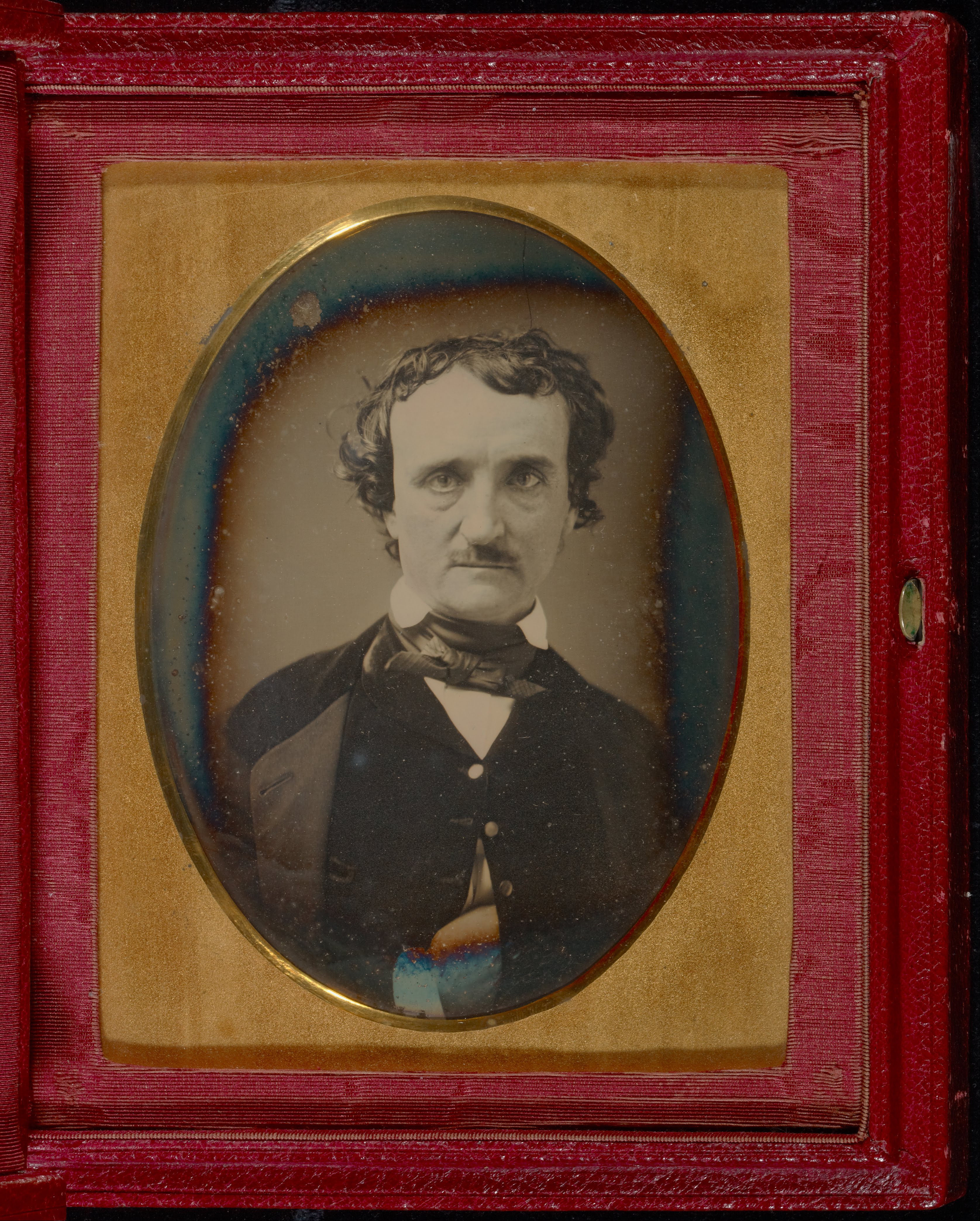
Edgar Allan Poe, sogenannte Annie-Daguerreotypie, 1849, Bildautor unbekannt. Das fotografische Unikat zeigt Poes Gesicht seitenverkehrt.
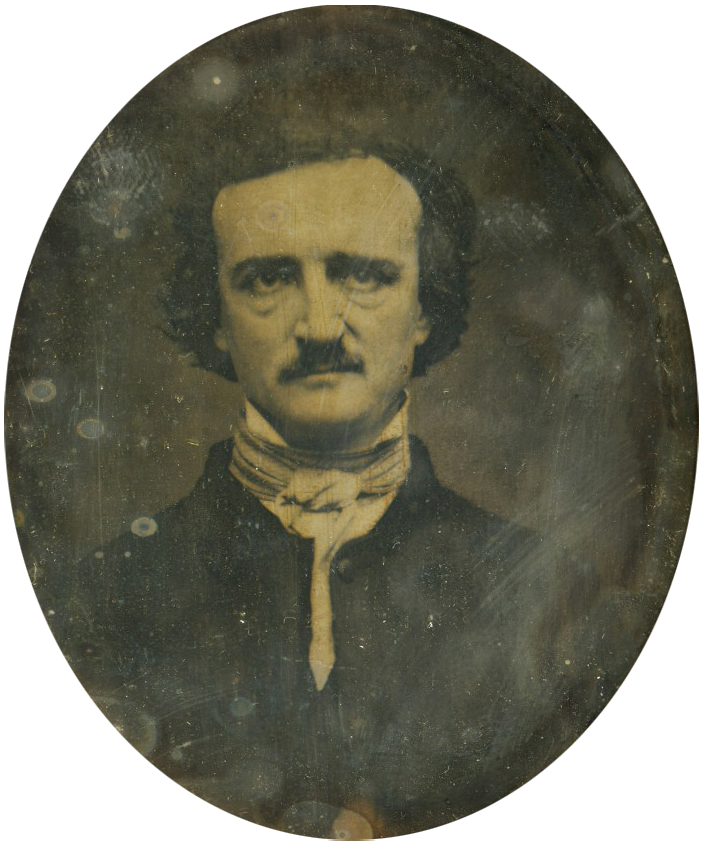
Edgar Allan Poe, Daguerreotypie, zeitnahe (seitenrichtige) Kopie der verlorenen sog. Ultima-Thule-Daguerreotypie, November 1848

### Weitere Rezeption
Am Ende des 19. Jahrhunderts würdigten auch berühmte Science-Fiction-Autoren wie z. B. H. G. Wells und bekannte Verfasser von Detektivgeschichten wie Arthur Conan Doyle ihre eigene tiefgehende Verbindlichkeit Poe gegenüber. Im 20. Jahrhundert erkannten so unterschiedliche Autoren wie Franz Kafka, H. P. Lovecraft, Vladimir Nabokov oder Stephen King die große Bedeutung Poes für ihr eigenes Schaffen an. Selbst Maler wie René Magritte und Edmund Dulac waren von ihm fasziniert und bekannte Regisseure wie Roger Corman und Alfred Hitchcock ließen sich von Poe anregen.
Seit 1922 erinnert das Edgar Allan Poe Museum in Richmond (Virginia) an Leben und Werk des Autors.
In Philadelphia steht noch das Haus, das er von 1838 bis 1844 bewohnte (Edgar Allan Poe National Historic Site). Das von Poe, Maria und Virginia Clemm in Baltimore von 1833 bis 1835 bewohnte Haus (das älteste erhaltene Gebäude, in dem der Dichter gewohnt hat) wurde in privater Initiative restauriert und ist seit Mai 2014 an Wochenenden für Besucher geöffnet.

### Literatur

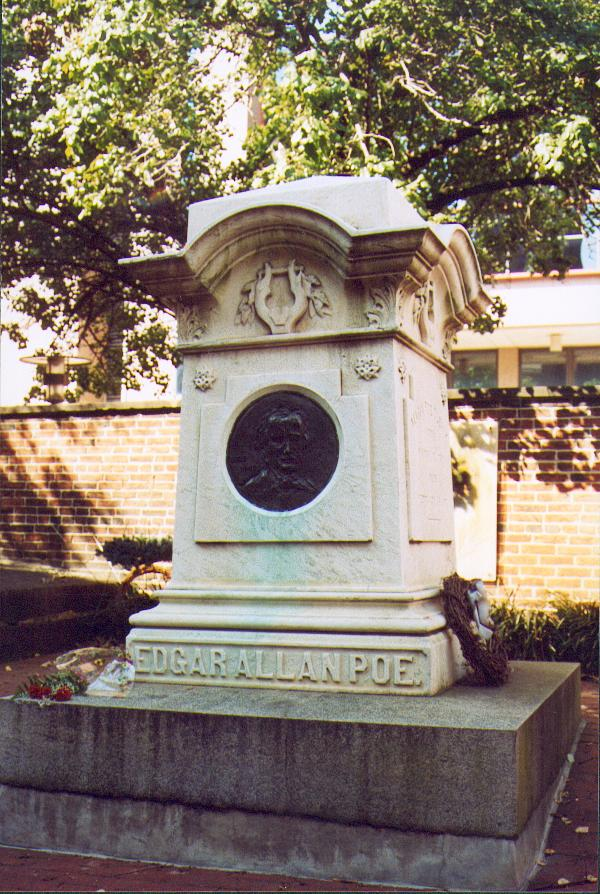
Grab von Poe, Virginia und Maria Clemm in Baltimore von 1875 nach der Umbettung

### Film
Die Werke und auch die Person von Edgar Allan Poe haben Filmemacher schon sehr früh inspiriert. Laut IMDb basieren weit über 450 Filme auf Erzählungen und Gedichten von Poe – einige davon nah am Original, viele gehen aber auch sehr frei mit ihren Vorlagen um und nutzen oft nur Ideen des Autors als Ausgangspunkt für ganz eigene Geschichten. Im Folgenden eine kleine Auswahl der wichtigsten Adaptionen.
- Als früheste Poe-Verfilmung gilt der verschollene stumme Kurzfilm Sherlock Holmes in the Great Murder Mystery von 1908. Regisseur und Darsteller sind unbekannt, als Vorlage diente Mord in der Rue Morgue. Allerdings wurde Poes Gestalt des Auguste Dupin durch Arthur Conan Doyles Sherlock Holmes ersetzt. (Der Film markiert nebenbei zugleich den ersten Leinwandauftritt von Dr. Watson, anstelle des namenlosen Ich-Erzählers aus Poes Vorlage.)
- 1909: Der Film Edgar Allan Poe von David W. Griffith gilt als erster biographischer Film über Poe.[191]
- 1913: Der Kurzfilm The Pit and the Pendulum von Alice Guy-Blaché war der erste Poe-Film von einer weiblichen Regisseurin.
- 1914: Mit The Avenging Conscience drehte Griffith auch den wohl ersten abendfüllenden Film nach Poe, als Vorlage diente u. a. die Erzählung Das verräterische Herz, die Hauptrolle verkörperte Henry B. Walthall.
- 1914 entstand mit Die braune Bestie von Harry Piel die erste deutsche Poe-Verfilmung, der Film war inspiriert durch die Geschichte Mord in der Rue Morgue.
- 1915: In dem semibiograpischen Film The Raven unter der Regie Charles Brabins war Henry B. Walthall als Poe zu sehen, dem in Visionen der titelgebende Rabe aus dem gleichnamigen Gedicht erscheint.
- 1919: Der deutsche Stummfilm Unheimliche Geschichten von Richard Oswald mit Conrad Veidt besteht aus mehreren Episoden, die dritte davon basiert auf Poes Der schwarze Kater.
- 1928 verfilmte der polnisch-französische Avantgarde-Regisseur Jean Epstein als erster La Chute de la Maison Usher (dt.: Der Untergang des Hauses Usher). Erstmals in der Filmgeschichte wurde die Zeitlupe als dramaturgisches Stilmittel eingesetzt. Weitere Verfilmungen von Der Untergang des Hauses Usher sind hier nachzulesen: Liste der Filme nach Edgar Allan Poes „Der Untergang des Hauses Usher“.
- 1932 drehte Robert Florey  Mord in der Rue Morgue, mit Bela Lugosi in der Hauptrolle und sehr lose auf Poes gleichnamiger Story beruhend.
- 1932: Unheimliche Geschichten von Richard Oswald, Tonfilm-Neufassung des gleichnamigen Stummfilms von 1919, mit Paul Wegener. Auch hier stand Der schwarze Kater Pate für einen Teil der Handlung.
- 1934 entstand unter der Regie von Edgar G. Ulmer Die schwarze Katze, mit Lugosi und Boris Karloff. Darin sind Anlehnungen an Poes Der schwarze Kater enthalten.
- 1935:  Der Rabe von Lew Landers, wieder mit Lugosi und Karloff. Hier steht ein halbwahnsinniger Poe-Verehrer im Mittelpunkt. Poes Gedicht wird zitiert und ist in einer Ballettversion zu sehen, die Klimax des Films beruht auf Die Grube und das Pendel.
- 1942: The Mystery of Marie Roget von Phil Rosen. Erste Verfilmung der gleichnamigen Story, mit Maria Montez.
- Éric Rohmers Kurzfilm Bérénice von 1954 basiert auf Poes gleichnamiger Erzählung.
- In den 1960ern verfilmte der Regisseur Roger Corman eine Reihe von Poes Werken unter Mitwirkung von Vincent Price: u. a.
  - House of Usher (1960) (dt. Titel: Die Verfluchten / Der Untergang des Hauses Usher)
  - Pit and the Pendulum (1961) (dt.: Das Pendel des Todes / Die Grube und das Pendel)
  - The Premature Burial (1962) (dt.: Lebendig begraben. In der Hauptrolle diesmal Ray Milland anstelle von Price)
  - Tales of Terror (1962) (dt.: Der grauenvolle Mr. X – Episodenfilm, basierend auf den Erzählungen Morella, Der schwarze Kater, Das Fass Amontillado und Die Tatsachen im Fall Valdemar)
  - The Raven (1963) (dt.: Der Rabe – Duell der Zauberer)
  - The Masque of the Red Death (1964) (dt.: Satanas – Das Schloß der blutigen Bestie / Die Maske des Roten Todes)
  - The Tomb of Ligeia (1964) (dt.: Das Grab der Lygeia)
- In Danza macabra von 1964 (Regie: Antonio Margheriti) taucht Poe als Figur in der Rahmenhandlung auf und zitiert Passagen aus Berenice.
- 1965 verfilmte Jacques Tourneur mit Stadt im Meer das Gedicht City in the Sea, erneut mit Vincent Price in einer Hauptrolle.
- 1967: Torture Garden (dt.: Der Foltergarten des Dr. Diabolo), ein Amicus-Episodenfilm von Freddie Francis. In der vierten Episode Der Mann, der Poe sammelte geht es um einen Sammler von Poe-Manuskripten (Peter Cushing), zu dessen Kollektion auch der zur Unsterblichkeit verfluchte Edgar Allan Poe selber gehört.
- 1968 wurden drei Poe-Erzählungen von Meisterregisseuren verfilmt: Histoires extraordinaires (dt.: Außergewöhnliche Geschichten) (Regie: Roger Vadim, Louis Malle, Federico Fellini; mit Alain Delon, Jane Fonda, Brigitte Bardot)
- 1971: A.C. Dupin zasahuje – dreiteilige tschechische TV-Serie (Regie: Martin Holly jr.), nach den drei Auguste-Dupin-Geschichten von Poe: Mord in der Rue Morgue, Der entwendete Brief und Das Geheimnis der Marie Rogêt.
- 1971 erschien auch Dracula im Schloß des Schreckens, das farbige Remake von Danza Macabra (1964), wieder von Margheriti inszeniert. Den Poe spielt in dieser Version Klaus Kinski.
- Der polnische Kurzfilm Beczka amontillado (1972), Regie: Leon Jeannot, nach Das Fass Amontillado, gilt als eine der originalgetreuesten Poe-Verfilmungen.
- 1981: Histoires extraordinaires (dt.: Edgar Allan Poe – Ungewöhnliche Geschichten), 6-teilige französische TV-Serie, inszeniert von Alexandre Astruc, Juan Luis Buñuel, Claude Chabrol, Ruy Guerra und Maurice Ronet.
- 1981: Il gatto nero (dt.: The Black Cat) von Lucio Fulci, frei nach Der schwarze Kater.
- 1990: Due occhi diabolici (dt.: Two Evil Eyes) – zweiteiliger Episodenfilm von George A. Romero (nach Die Tatsachen im Fall Valdemar) und Dario Argento (nach Der schwarze Kater, mit Harvey Keitel).
- 1991 verband Stuart Gordon in The Pit and the Pendulum (dt.: Meister des Grauens) Motive aus Die Grube und das Pendel und Das Fass Amontillado mit einer frei erfundenen Rahmenhandlung, die in der Zeit der spanischen Inquisition spielt.
- 1992 wurde in der Zeichentrickreihe Die Simpsons in der Folge Horror frei Haus (Treehouse of Horror / Produktions-Code 7F04) eine Simpson-Variante des Raben gezeigt.
- Im September 2000 wollte die New York University das Haus abreißen, in dem Poe das Gedicht Der Rabe verfasst hatte. Die Filmemacher Dietmar Post und Lucía Palacios begleiteten den politischen Aktivisten Reverend Billy bei der Auseinandersetzung um die Erhaltung des „Poe-Hauses“. In dem Film Reverend Billy and the Church of Stop Shopping wird die Entstehungsgeschichte des Werks behandelt und das Gedicht während einer Demonstration auch rezitiert.
- 2005 kombinierte der teilanimierte Spielfilm Šílení des tschechischen Regisseurs Jan Švankmajer Elemente aus Poes Premature Burial und The System of Doctor Tarr and Professor Fether mit Werken des Marquis de Sade.
- 2006 erschien der Kurzfilm (15 min.) The Raven – The Philosophy of Composition, Regie: Christof Wolf, der auf Poes gleichnamigen Essay eingeht.
- 2007 erschien The Black Cat von Stuart Gordon (als 11. Episode der 2. Staffel der TV-Serie Masters of Horror). Der Film verbindet Elemente aus Der schwarze Kater mit Ereignissen aus dem Leben von Poe (verkörpert von Jeffrey Combs).
- 2009: The Tomb (dt.:  Das Grab der Ligeia) – Regie: Michael Staininger
- 2011: Twixt (dt.: Twixt – Virginias Geheimnis) von Francis Ford Coppola, mit Val Kilmer. Keine direkte Poe-Verfilmung, aber voller Anspielungen auf sein Werk, Poe selber erscheint als Figur der Handlung.
- 2012 wurden die letzten Tage von Edgar Allan Poe fiktional in The Raven – Prophet des Teufels dargestellt.
- Von 2013 bis 2015 wurde die US-Serie The Following gedreht, in der ein Serienkiller sich durch die Werke Edgar Allan Poes inspirieren ließ.
- 2013 wurde Poe in der Zeichentrickserie South Park in der Folge Goth Kids 3 gezeigt.
- 2014: Stonehearst Asylum, Regie: Brad Anderson, mit Kate Beckinsale, frei nach The System of Doctor Tarr and Professor Fether.
- 2022: In Der denkwürdige Fall des Mr Poe (Regie: Scott Cooper) wird der junge Poe während seiner Zeit als Kadett in West Point in einen (fiktiven) Kriminalfall verwickelt. Im selben Jahr erschien auch der Mystery-Horror-Film Raven’s Hollow (Regie: Christopher Hatton), in dem ebenfalls der junge Poe während seiner Kadettenzeit im Mittelpunkt steht.
- 2023: In Der Untergang des Hauses Usher (Regie: Mike Flanagan) widmete sich Netflix einer achtteiligen Miniserie, deren Folgen auf Kurzgeschichten Poes basieren und eingefasst werden durch die titelgebende Rahmenhandlung.

### Musik
E-Musik
- Claude Debussy arbeitete an zwei Opern nach Stoffen von Poe: Le Diable dans le beffroi (Skizze, 1902–11, nach The Devil in the Belfry, 1839) und La Chute de la Maison Usher (Fragment, 1908–1917, nach The Fall of the House of Usher, 1839).
- Moritz Eggert bezieht sich in seinem Stück Der Rabe Nimmermehr, Ouvertüre für Kammerorchester (UA 1991), auf das Gedicht The Raven.
- Joseph Holbrooke schrieb 1902–08 eine dramatische Choralsymphonie op. 48 für vier Soli, Chor und Orchester mit dem Titel Homage to E.A. Poe und den vier Teilen The Haunted Palace – Hymn to the Virgin – The City in the Sea – The Valley Nis. 1903 schuf er als op. 50 eine Vertonung von The Bells für Chor und Orchestra.
- Horst Lohse vertonte 1984/2013 The Spirit of the Dead (aus Al Aaraaf, Tamerlane and Minor Poems, 1829) für mittlere Stimme, Kontrabass bzw. Horn und Perkussion ad libitum. 1984/94 schrieb er Drei Lieder für mittlere Stimme und Klavier nach den Gedichten To the River („Fair river! in thy bright, clear flow…“), Eldorado („Gaily bedight, / A gallant knight…“) und A Dream („In visions of the dark night…“)
- Sergei Rachmaninoff vertonte 1913 das Gedicht The Bells (1848, in der russischen Übersetzung von Konstantin Balmont) als Symphoniekantate op. 35 für drei Soli, Chor und Orchester.
- Einojuhani Rautavaara schuf 1997 mit On the Last Frontier eine musikalische Interpretation der Schlussszene von Poes Roman The Narrative of Arthur Gordon Pym of Nantucket.[192]
- Ludger Stühlmeyer komponierte 2017 eine achtstimmige Motette (SSAATTBB) über Poes Mariengedicht Hymn.
- Andreas H. H. Suberg schrieb 2005 das Stück (n)evermore  für Mezzosopran und Klavier frei nach dem Gedicht The Raven.

U-Musik
- 1967 erwähnen die Beatles ihn in ihrem Lied I Am the Walrus  Poe: „elementary penguin singing Hare Krishna, man you should have seen them kicking Edgar Allan Poe“.
- Die amerikanisch-japanische R’n’B-Sängerin Utada Hikaru bezieht sich im Song Kremlin Dusk ihres US-amerikanischen Debütalbums Exodus (2004) auf Poe. Der Song nennt ihn beim Namen und spricht unter anderem von Raben.
- Das Alan Parsons Project hat 1976 Teile des literarischen Werks Poes in Auszügen vertont (Tales of Mystery and Imagination). Project-Songschreiber Eric Woolfson veröffentlichte 2003 ein Nachfolgealbum mit dem Titel Poe – More Tales of Mystery and Imagination. Am 28. August 2009 erlebte das letzte Bühnenwerk von Woolfson, Edgar Allan Poe, seine Weltpremiere in Halle (Saale).
- Zahlreiche Musikgruppen des Genres Horrorpunk verwenden von Poe inspirierte Liedtexte. Sehr deutlich wird dies bei der deutschen Band The Other, etwa in den Liedern Return to the House of Usher, The Imp of the Perverse oder The Tell-Tale Heart, dem weniger bekannten Hidden Track des Albums We Are Who We Eat. Sänger Thorsten Wilms nutzt das Pseudonym „Rod Usher“.
- Die deutsche Heavy-Metal-Band Grave Digger veröffentlichte 2001 das Album The Grave Digger, dessen Texte ebenfalls von den Werken Poes inspiriert sind.
- Lou Reed realisierte im Jahr 2000 zusammen mit Robert Wilson das Musical POEtry. 2003 erschienen unter dem Titel The Raven eine CD bzw. eine Doppel-CD von Lou Reed, die sich in einer Mischung aus Songs und gesprochenen Texten dem Werk Poes widmeten. Mitgewirkt haben dabei unter anderem Künstler wie Laurie Anderson, Ornette Coleman, Steve Buscemi und Willem Dafoe.
- Frank Nimsgern schrieb zusammen mit Heinz Rudolf Kunze ebenfalls ein Musical, welches sich mit dem Leben und Sterben Edgar Allan Poes befasst. Unter dem Titel: Poe – Pech und Schwefel hatte es am 30. Oktober 2004 am Staatstheater Saarbrücken Premiere und wurde im Winter 2005 in München aufgeführt.[193]
- Klaus König komponierte für sein Jazzorchester und dem Jazzsänger Phil Minton Black Moments, in dem er verschiedene Werke Poes vertonte, und spielte das Konzeptalbum 2002 in Zusammenarbeit mit dem WDR 3 für das Label Enja ein. Königs Stil bewegt sich zwischen Jazzrock, Artrock bzw. progressivem Rock, den er hier thematisch bedingt mit Gothic-Rock-Elementen bereichert.
- Ein aus North Carolina stammender-US Rapper nennt sich Edgar Allen Floe, in Anerkennung und Respekt für Poes Schaffen.
- Das Symphonic-Metal-Stück von Nightwish The Poet and the Pendulum bezieht sich auf Die Grube und das Pendel ('The Pit and the Pendulum').
- Die norwegische Avantgarde-Metal-Band Arcturus verwendete das Gedicht Alone (deutsch Allein) als Text für ihren gleichnamigen Song auf dem Album La Masquerade Infernale.
- Die britische Metal-Band Venom brachte auf ihrem Album Black Metal den Song Buried Alive (dt. Lebendig Begraben), eine Anspielung auf die gleichnamige Geschichte Poes.
- Die Band Sopor Aeternus & The Ensemble of Shadows vertonte auf ihrem Album Voyager – the jugglers of jusa Poe’s Gedicht Alone gleich zweimal. Das Gedicht The Sleeper diente als Vorlage für das gleichnamige Lied auf dem Album Dead Lovers’ Sarabande – Face One.
- Die Band Green Carnation vertonte das Gedicht Alone auf ihrem Album The Acoustic Verses.
- Die niederländische Pagan-Folk-Band Omnia verwendet in ihrem Stück The Raven, welches auf ihrem 2007 erschienenen Album Alive! veröffentlicht wurde, große Textteile des gleichnamigen Gedichts von Poe.
- Die britische Heavy-Metal-Band Iron Maiden spielt im Song Murders in the Rue Morgue des 1981 erschienenen Albums Killers auf die gleichnamige Erzählung an.
- Subway to Sally nahmen für das Poe-Hörbuch Visionen ein Lied mit dem Titel Finster, Finster auf, welches zahlreiche Anspielungen auf Werke Poes enthält.
- Ville Valo, Sänger der finnischen Band HIM, hat auf seinem Rücken eine Tätowierung, die Poes Augen darstellen soll. Des Weiteren ist auf dem Cover des Live-Albums Digital Versatile Doom ein Rabe auf einem Mikrofon zu sehen, wohl als Anlehnung an das Gedicht Der Rabe.
- Die Band Green Day erwähnt seinen Namen in dem Lied St. Jimmy („I am the son of a bitch and Edgar Allen Poe“).
- Die kanadische Thrash-Metal-Band Annihilator widmete Poe auf ihrem 1989 erschienenen Debütalbum Alice in Hell das Lied Ligeia.
- Die Gruppe Alesana brachte 2009 das Album The Emptiness heraus, das starke Anspielungen auf Poes Gedicht Annabel Lee enthält.
- 1985 veröffentlichte die Düsseldorfer Band Propaganda auf ihrem Album A Secret Wish den Titel Dream Within a Dream, der das 1849 veröffentlichte Gedicht Poes zitiert.
- Die 1990 gegründete deutsche Gothic-Rock-Band The House of Usher hat sich nach Poes gleichnamiger Erzählung benannt. In jedem Booklet befindet sich eine vom Sänger der Band Jörg Kleudgen verfasste düstere Kurzgeschichte im Stil Poes oder auch H. P. Lovecrafts befindet.
- Der amerikanische Songwriter Phil Ochs vertonte das Gedicht ebenfalls, mit leicht abgewandeltem Text. Es erschien 1964 auf seinem ersten Album All the News That’s Fit to Sing.[194]
- Das 2007 veröffentlichte Album Shadow of the Raven der Musikgruppe Nox Arcana hat thematischen Bezug zu Poes Gesamtwerk.
- Die norwegische Gothic-Metal-Band Theatre of Tragedy verwendet einige Dialoge aus Die Maske des Roten Todes in ihrem Song And When He Falleth.
- Die deutsche Doom-Metal-Band Ahab widmete ihr 2012 erschienenes Album The Giant seinem Roman Der Bericht des Arthur Gordon Pym.
- Die deutsche Electronic-Band Tangerine Dream veröffentlichte 2011 das Album Edgar Allan Poe’s The Island of the Fay – A Nonverbial Musical Translation[195].
- Lord of the Lost hat in ihrem Album Swan Songs das Lied Annabel Lee an Poes gleichnamiges Gedicht angelehnt und Textstellen komplett übernommen.
- 2017 veröffentlichte das britische Trio The Tiger Lillies das Konzeptalbum Haunted Palace, in dem sie Texte und Leben Poes verarbeiteten.
- Die französische Sängerin Nolwenn Leroy vertonte die Gedichte von Poe A Dream und The Lake auf ihrem 2017 erschienenen Album Gemme.

### Theater und Oper
- 1912: Franz Schreker: Der Rote Tod. Operndichtung in einem Akt frei nach Edgar Allan Poe. Wien.
- 2000: Zusammen mit Robert Wilson schuf Lou Reed das Theaterstück POEtry, das im Jahre 2000 am Thalia Theater in Hamburg uraufgeführt wurde.
- 2011 und 2012 zeigte das Theater im Bunker in Mödling Verräterisches Herz – ein unterirdisches Stationentheater, das eine Reise durch Poes Leben mit einzelnen Szenen aus seinen Erzählungen kombinierte. Regie und Stückfassung stammten von Bruno Max.

### Hörspiele
- Von 2003 bis 2009 erschien im Lübbe Audio Verlag die Hörspielserie Edgar Allan Poe, deren Titelheld von Albträumen heimgesucht wird, die auf den Geschichten Poes basieren. Sprecher sind unter anderem Ulrich Pleitgen und Iris Berben.
- Ab Folge 11 der Romantruhe-Hörspielserie Sherlock Holmes & Co tritt Poe (Sprecher: Uve Teschner) als Chronist zusammen mit seiner Figur Auguste Dupin (Sprecher: Manfred Lehmann) auf, auch in eigenen Folgen. Seit Juli 2018 erscheint mit denselben Sprechern eine Auskopplung als eigenständige Serie: Die geheimnisvollen Fälle von Edgar Allan Poe & Auguste Dupin.

### Sonstiges
- Die in Poes Sterbestadt beheimatete American-Football-Mannschaft wurde 1996 ihm zu Ehren Baltimore Ravens benannt. Zudem waren ihre Maskottchen bis 2008 die kostümierten Rabenfiguren Edgar, Allan und Poe; zur Saison 2009 wurden Edgar und Allan durch die lebenden Raben Rise und Conquer ersetzt, die Bezug zu Poes Werken haben.

### Biografien
- Peter Ackroyd: Poe: A Life Cut Short. Chatto & Windus, London 2008, ISBN 978-0-7011-6988-6 (englisch).
- Hervey Allen: Israfel: The Life and Times of Edgar Allan Poe. 2 Bände, George H. Doran, New York 1926 (englisch).
- Keshia A. Case, Christopher P. Semtner: Edgar Allan Poe in Richmond. Arcadia Publishing, Charleston (SC) 2009, ISBN 978-0-7385-6714-3 (englisch).
- David F. Gaylin: The Final Days of Edgar Allan Poe. Nevermore in Baltimore. Lehigh University Press, Bethlehem 2024, ISBN 978-1-68393-393-9 (englisch).
- Hans-Dieter Gelfert: Edgar Allan Poe: Am Rande des Malstroms. C.H. Beck, München 2008, ISBN 978-3-406-57709-3.
- Dietrich Kerlen: Edgar Allan Poe: Der schwarze Duft der Schwermut. Propyläen, Berlin 1999, ISBN 3-549-05823-3.
- Walter Lennig: Edgar Allan Poe. Rowohlt (Rowohlts Monographien mit Selbstzeugnissen und Bilddokumenten #32), Reinbek bei Hamburg 1995, ISBN 3-499-50032-9.
- Wolfgang Günter Lerch: Das Feuer Israfels – Edgar Allan Poe und der „Orient“. Frank & Timme, Berlin 2024, ISBN 978-37329-1119-6.
- Wolfgang Martynkewicz: Edgar Allan Poe. Rowohlt (Rowohlts Monographien #599), Reinbek bei Hamburg 2003, ISBN 3-499-50599-1.
- Jeffrey Meyers: Edgar Allan Poe: His Life and Legacy. Charles Scribner’s Sons, New York 1992, ISBN 0-8154-1038-7 (englisch).
- Arthur Hobson Quinn: Edgar Allan Poe. A Critical Biography. D. Appleton-Century, New York 1941 (Digitalisat des Nachdrucks von 1998, englisch).
- Kenneth Silverman: Edgar A. Poe: Mournful and Never-ending Remembrance. HarperCollins, New York 1991, ISBN 0-060-92331-8 (englisch).
- Julian Symons: The Tell-Tale Heart. The Life and Works of Edgar Allan Poe. Faber & Faber, London 1978, ISBN 0-571-11259-5 (englisch).
  - Deutsch: Edgar Allan Poe: Leben und Werk. Aus dem Englischen von Bernd Lenz. Heyne (Heyne Biografien #144), München 1986, ISBN 3-453-55145-1.
- Dwight Thomas, David Kelly Jackson: The Poe Log. A Documentary Life of Edgar Allan Poe 1809–1849. G. K. Hall & Co., Boston 1987, ISBN 0-8161-8734-7 (englisch).
- Liliane Weissberg: Edgar Allan Poe. Metzler, Stuttgart 1991, ISBN 3-476-10204-1.
- Frank T. Zumbach: Edgar Allan Poe: Eine Biographie. Winkler, München 1986, ISBN 3-538-06800-3.

### Zeitungen und Zeitschriften
- Studien über den englischen und amerikanischen Roman. 1. Die Erzählungen Edgar A. Poe's. In: Die Gegenwart. Politisch-literarisches Tagblatt, 24. Juni 1847, S. 654–655 (online bei ANNO). (Teil 1.)
- Studien über den englischen und amerikanischen Roman. 1. Die Erzählungen Edgar A. Poe's. In: Die Gegenwart. Politisch-literarisches Tagblatt, 25. Juni 1847, S. 659 (online bei ANNO). (Teil 2.)
- Studien über den englischen und amerikanischen Roman. 1. Die Erzählungen Edgar A. Poe's. In: Die Gegenwart. Politisch-literarisches Tagblatt, 26. Juni 1847, S. 662–663 (online bei ANNO). (Teil 3.)
- Contemporary Literature of America. Works of E. A. Poe. In: The Westminster Review, Heft 1/1852, S. 305–309 (online bei ANNO).
- Karl Frenzel: Feuilleton. Edgar Ellen Poe. In: Die Presse, 10. Februar 1865, S. 1–4 (online bei ANNO).

### Wissenschaftliche Studien

#### Allgemein
- Carl. L. Anderson: Poe in Northlight. The Scandinavian Response to his Life and Work. Duke University Press, Durham (NC) 1973, ISBN 0-8223-0275-6 (englisch).
- Myriam Noemi Bastian: Dimensionen des Fremden in der fantastischen Literatur: E.T.A. Hoffmann, Edgar Allan Poe und Guy de Maupassant. Tectum, Marburg 2005, ISBN 3-8288-8874-7.
- Thomas Collmer: Poe oder der Horror der Sprache. Maro, Augsburg 1999, ISBN 3-87512-151-1.
- Ina Conzen-Meairs: Edgar Allan Poe und die bildende Kunst des Symbolismus (= Manuskripte zur Kunstwissenschaft in der Wernerschen Verlagsgesellschaft 22). Wernersche Verlagsgesellschaft, Worms 1989, ISBN 3-88462-921-2.
- Jutta Ernst: Edgar Allan Poe und die Poetik des Arabesken (= Saarbrücker Beiträge zur vergleichenden Literatur- und Kulturwissenschaft, Bd. 3). Königshausen und Neumann, Würzburg 1996, ISBN 3-8260-1244-5.
- Emron Esplin und Margarida Vale de Gato (Hrsg.): Translated Poe. Perspectives on Edgar Allan Poe. Lehigh University Press 2014, ISBN 978-1-61146-171-8 (englisch).
- Fredrick S. Frank, Anthony Magistrale: The Poe Encyclopedia. Greenwood Press, Westport 1997, ISBN 0-313-27768-0 (englisch).
- Carla Gregorzewski: Edgar Allan Poe und die Anfänge einer originär amerikanischen Ästhetik (= Reihe Siegen, Bd. 22, Anglist. Abt.). Winter, Heidelberg 1982, ISBN 3-533-02927-1.
- Joan Delaney Grossman: Edgar Allan Poe in Russia. A Study in Legend and Literary Influence (= Colloquium Slavicum. Beiträge zur Slavistik, Band 3). Jal, Würzburg 1973, ISBN 3-7778-0084-8.
- Thomas S. Hansen und Burton R. Pollin: The German Face of Edgar Allan Poe. Columbia, SC, Camden House, ISBN 978-1-571130-69-3.
- Tilman Höss: Poe, James, Hitchcock: Die Rationalisierung der Kunst (= American Studies, Bd. 111). Winter, Heidelberg 2003, ISBN 3-8253-1611-4.
- Frank Kelleter: Die Moderne und der Tod: Das Todesmotiv in moderner Literatur, untersucht am Beispiel Edgar Allan Poes, T. S. Eliots und Samuel Becketts. Peter Lang, Frankfurt am Main u. a. 1997.
- J. Gerald Kennedy, Scott Peeples (Hrsg.): The Oxford Handbook of Edgar Allan Poe. Oxford University Press, New York 2019, ISBN 978-0-19-064187-0 (englisch).
- Alexander Kupfer: Unterwegs ins Nichts: Die Systematik des Rausches bei EAP. In: Die künstlichen Paradiese: Rausch und Realität seit der Romantik. Ein Handbuch. Metzler, Stuttgart 2006, ISBN 3-476-02178-5.
- Markus Preussner: Poe und Baudelaire: Ein Vergleich (= Sprache und Literatur, Bd. 32). Lang, Frankfurt am Main u. a. 1991, ISBN 3-631-43538-X.
- Claudia Ella Weller: Zwischen schwarz und weiß: Schrift und Schreiben im selbstreferentiellen Werk von Edgar Allan Poe und Raymond Roussel (= Bonner romanistische Arbeiten, Bd. 75). Lang, Frankfurt am Main u. a. 2001, ISBN 3-631-36930-1.

#### Rezeption in Deutschland
- Ewald Brahms: Edgar Allan Poe zwischen Kontinuität und Wandel: Zur Kanonisierung seines erzählerischen Werkes in deutscher Sprache. Dissertation an der Universität des Saarlandes, Saarbrücken 1993.
- Roger Forclaz: Poe in Germany and Austria. In: Lois Davis Vines (Hrsg.): Poe Abroad: Influence, Reputation, Affinities. University of Iowa Press, Iowa City 1999, ISBN 978-1-58729-363-4, S. 38–44.
- Harro H. Kühnelt: Die Aufnahme und Verbreitung von E. A. Poes Werken im Deutschen. In: Festschrift für Walther Fischer. Carl Winter, Heidelberg 1959, S. 194–224.
- Marius Littschwager: Poe in Germany. A Panoramic and Historical View of His Works Translated into the German Language. In: Emron Esplin und Margarida Vale de Gato (Hrsg.): Translated Poe. Perspectives on Edgar Allan Poe. Lehigh University Press 2014, ISBN 978-1-61146-171-8, S. 55–64.
- Liliane Weissberg: Poe in Deutschland. In: Edgar Allan Poe. Metzler, Stuttgart 1991, ISBN 3-476-10204-1, S. 198–204.

#### Rezeption in Frankreich
- Charles Baudelaire: Edgar Allan Poe, sa vie et ses ouvrages. In: Revue de Paris. Nr. 36, März/April 1852 (französisch).
  - Edgar Poe, sein Leben und seine Werke. und Weiteres über Edgar Poe. In: Charles Baudelaires Werke in deutscher Ausgabe. Band 3. Übersetzt von Max Bruns, J.C.C. Bruns, Minden, S. 97–140 bzw. S. 141–178.
- Jacques Bolle: La Poésie du Cauchemar. Éditions de la Baconnière, Neuchâtel 1946.
- Marie Bonaparte: Edgard Poe, sa vie, son œuvre: étude analytique. 2 Bände, Denoël et Steele, Paris 1933 (französisch).
  - Edgar Poe: Eine psychoanalytische Studie. Suhrkamp, Frankfurt 1984, ISBN 3-518-37092-8 (deutsche Erstausgabe: Internationaler Psychoanalytischer Verlag, Wien 1934)
- Célestin Pierre Cambiaire: The Influence of Edgar Allan Poe in France. Stechert, New York 1927 (englisch).
- Léon Lemonnier: Edgar Poe et la critique française de 1845 à 1875. Presses universitaires de France, Paris 1928 (französisch).
- Léon Lemonnier: Edgar Poe et les poètes français. La Nouvelle Revue Critique, Paris 1932 (französisch).
- Léon Lemonnier: Les traducteurs d’Edgar Poe en France de 1845 á 1875. Paris 1928 (französisch).
- Régis Messac: Influences françaises dans l'œuvre d'Edgar Poe. Paris, Picard, 1929 (französisch).
- Patrick F. Quinn: The French Face of Edgar Poe. Southern Illinois University Press, Carbondale 1957 (englisch).
- Arthur Ransome: Edgar Allan Poe. A Critical Study. Mitchell Kennerley, New York 1910, S. 219–237 (englisch).
- Jeanne Rosselet: Poe in France. In: Richard H. Hart: Poe in Foreign Lands and Tongues. A Symposium at the Nineteenth Annual Commemoration of the Edgar Allan Poe Society of Baltimore. Baltimore 1941 (englisch), Digitalisat.
- Liliane Weissberg: Edgar Allan Poe. Metzler, Stuttgart 1991, ISBN 3-476-10204-1, S. 175–183.

#### Film
- Bruce G. Hallenbeck: Poe Pictures. The Film Legacy of Edgar Allan Poe. Tomahawk Press, Sheffield 2013, ISBN 978-0-9557670-6-7 (englisch).
- David Huckvale: Poe Evermore. The Legacy in Film, Music and Television. McFarland & Company, Jefferson, NC, 2014, ISBN 978-0-7864-9441-5 (englisch).
- Rose London: Cinema of Mystery. Lorrimer, London 1975. ISBN 0-85647-106-2 (englisch).
- Don G. Smith: The Poe Cinema. A Critical Filmography of Theatrical Releases Based on the Works of Edgar Allan Poe. McFarland & Company, Jefferson, NC, 1999, ISBN 978-0-7864-1703-2 (englisch).
- Eva-Maria Warth: The Haunted Palace. Edgar Allan Poe und der amerikanische Horrorfilm (1909–1969) (= Crossroads. Studies in American Culture, Band 3). Wissenschaftlicher Verlag Trier, Trier 1990, ISBN 3-922031-03-X (zugl. Dissertation, Universität Tübingen 1988).

#### Musik
- Mary Garrettson Evans: Music and Edgar Allan Poe. A Bibliographical Study. Johns Hopkins Press, Baltimore 1939 (englisch).
- Gregor Herzfeld: Poe in der Musik. Eine versatile Allianz (= Internationale Hochschulschriften, Bd. 590). Waxmann, Münster 2013, ISBN 978-3-8309-2923-9.
- Edward Lockspeiser (Hrsg.): Debussy et Edgar Poe. Éditions du Rocher, Monaco 1961 (französisch).
- Burton R. Pollin: Music and Edgar Allan Poe: A Fourth Annotated Checklist. In: Poe Studies/Dark Romanticism. Volume 36, Issue 1–2, January–December 2003, Washington State University Press, S. 77–100 (englisch), Digitalisat.